# Architecture végétale
L'architecture végétale est une discipline botanique fondée sur l'analyse morphologique qui cherche à rendre compte de l'organisation spatio-temporelle de l'appareil végétatif des plantes. Cette architecture est, à tout moment, l'expression d'un équilibre entre des processus endogènes de croissance (croissance primaire en longueur et secondaire en diamètre, ramification intrinsèque et réitération, processus sous fort contrôle génétique) et des contraintes extérieures exercées par le milieu (sol, climat, compétition intra et interspécifique, taille…).
Elle désigne par extension l'organisation fondamentale d'un végétal, déterminée génétiquement et construite par le libre fonctionnement des méristèmes aériens (rameaux reproducteurs et caulinaires, ces derniers imprimant l'aspect général à la plante) et souterrains (ramification racinaire),.

## Historique
Le terme « architecture végétale » est proposé par le botaniste britannique Edred John Henry Corner (1906-1995) dans les années 1940 pour définir  la morphologie des structures aériennes des arbres.
Les travaux de Francis Hallé et Oldeman décrivent en 1970 la mise en place des axes végétatifs pendant le développement des arbres des forêts tropicales. Ils  effectuent une mise à jour des données sur l'architecture végétale et établissent une typologie selon des modèles architecturaux arborescents basés sur les modes de ramification des arbres, la rythmicité de ces ramifications, leur dynamique et leur position. Les recherches à leur suite qui étudient le développement des axes végétatifs des plantes permet d'identifier une vingtaine de modèles communs aux végétaux vasculaires terrestres. 
L'approche de Hallé et Oldeman n'échappe aux écueils d'une modélisation réductrice. Les modèles architecturaux des plantes qui appartiennent à un groupe évolutionnaire tardif, sont en effet sous la dépendance de nombreux autres facteurs (par exemple l'inhibition du développement d'une branche par une autre branche, due à la fois à des signaux internes et à l'ombrage mutuel).
L'analyse architecturale est un domaine de recherche actif qui devient pluri-disciplinaire à partir des années 2000, grâce aux progrès de l'informatique qui permettent de concevoir des modèles « structure-fonction » (FSPM) ou « plantes virtuelles » adaptés au sujet : arbres combinatoires (Janey 1992), grammaires (Pruzinkiewicz, 1988, Kurth 1989), fractals (Smith, 1984), système multi-agents (Eschenbach, 2005), etc.

## Concepts en architecture végétale

Schéma représentatif de l'anatomie d'une plante. 1. Appareil caulinaire 2. Appareil racinaire 3. Collet.

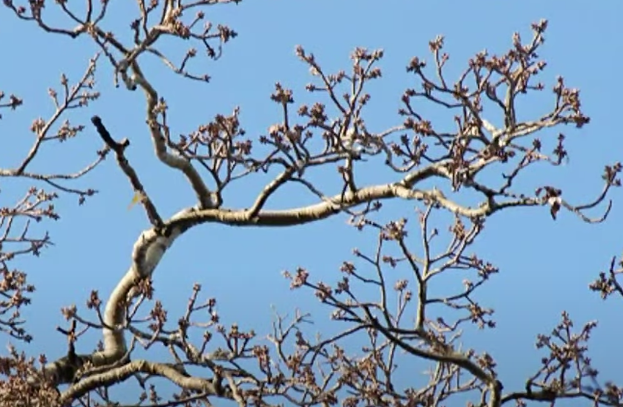
La sénescence d'un arbre est marquée par la formation d'une unité architecturale minimale en forme de corail.

Au niveau de l'anatomie des architectures végétales, toutes les plantes vasculaires ont en commun les mêmes composants de base architecturaux : le système aérien, appareil caulinaire composé d'axes végétatifs (ou axes feuillés car ce sont le plus des tiges feuillées) ramifiés et le système racinaire, séparés par un collet. L’axe végétatif est édifié à partir d'un méristème apical caulinaire et racinaire qui mettent en place par allongement des séries de phytomères, unités botaniques fonctionnelles qui s'empilent et portent les organes, éléments de base de l’architecture végétale. La disposition de ces organes le long des axes s’ordonne selon les règles de la phyllotaxie. Les axes végétatifs se ramifient pour constituer une structure végétale dans laquelle on peut identifier des ordres de ramifications (l’ordre 1 est la tige principale, l’ordre 2 les rameaux secondaires, l'ordre 3 les rameaux de troisième ordre, etc.). Plusieurs axes végétatifs disposés selon un ordre hiérarchisé sont désignés par le terme d'unité architecturale. Ce concept d'axe végétatif et de catégorie d'axes, qui s'applique aussi bien au niveau des tiges (catégories caulinaires) que des racines (catégories racinaires), s'est d'abord développé dans le contexte d'études menées sur des arbres des zones tropicales, avant qu'elles ne soient adaptées à ceux des zones tempérées.
La réitération est le processus par lequel un organisme duplique totalement ou partiellement sa propre architecture (clonage par reproduction asexuée, à l'origine de nouveaux individus appelés ramets). Ce duplicate est appelé réitérat. La réitération séquentielle met en place des syllepses (appelés aussi rameaux sylleptiques, réitérats immédiats ou séquentiels). La réitération différée ou retardée donne des prolepses (appelés aussi rameaux proleptiques, réitérats différés ou retardés). « Cette prolifération de termes, souvent gênante, est le reflet de la lente évolution des idées ». Les unités architecturales sont des réitérats qui deviennent, d'année en année, de plus en plus petits et de plus en plus nombreux en se développant à la périphérie du houppier. Chaque unité correspond, selon le degré de complexité, à la différenciation d'un nombre défini de catégories d'axes différentes (cinq chez le platane). Au fur et à mesure que la ramification progresse à la périphérie de l'arbre, il se développe ainsi des séries de rameaux généralement plus simples (les rameaux florifères).

## Méthode
Le modèle architectural d'une plante est défini par :
- le mode de ramification des axes : absent ou présent (ramification sympodiale ou monopodiale) ;
- le mode de croissance des axes : continue ou rythmique ;
- l'orientation des axes secondaires : orthotropes ou plagiotropes ;
- la position de la sexualité : latérale ou terminale.

## Intérêts des modèles architecturaux
« La connaissance des traits morphologiques qui concernent la structure globale de la plante et qui sont impliqués dans le passage d’une forme de croissance à une autre est fondamentale en biologie ; notamment pour des aspects taxonomiques, évolutifs, agronomiques et écologiques. Si ces traits sont plastiques, ils peuvent permettre d’estimer la fitness des individus d’une population, notamment au travers de la caractérisation des stratégies d’occupation de l’espace et des fonctions développementales (Bradshaw, 1965 ; Briggs et Walters, 1997 ; Zhukova, 2001 ; Zhukova et Glotov, 2001 ; Pérez-Harguindeguy et al., 2013). Si ces traits ne sont pas plastiques mais variables en relation à l’appartenance à un taxon de rang inférieur (sous-espèce, variété, écotype, chémotypes, etc.), ils reflètent alors des mécanismes potentiellement adaptatifs et révèlent les relations morphologiques qui existent entre les différentes formes de croissance, ouvrant la voie à la compréhension de leur phylogenèse (Troll, 1937 ; Rauh, 1962) ».
Les études en architecture végétale appliquées à la biologie peuvent servir à proposer des voies possibles dans l'évolution des formes dans un même phylum. En agronomie, elles sont utilisées pour établir des modélisations du rendement des plantes cultivées influencé par de nombreux facteurs sur la structure de l'arbre (attaque de bioagresseurs, produits phytosanitaires, engrais, amendements, verse, densité de la population végétale).

## Modèles architecturaux
Chaque modèle architectural a été nommé en référence à un botaniste.
Hallé et Oldeman ont recensé 24 modèles dans le monde végétal.
- Holttum : un axe unique (monocaule) orthotrope, avec des organes sexuels terminaux qui provoquent la mort de la plante. C'est le cas du bananier, des agaves et des palmiers monocarpiques comme le talipot. Ce modèle a été nommé en référence au botaniste Richard Eric Holttum pour ses travaux sur les caractéristiques limitantes de la croissance des monocotylédones où il décrit des formes qui ne fleurissent qu'une seule fois avant de mourir.

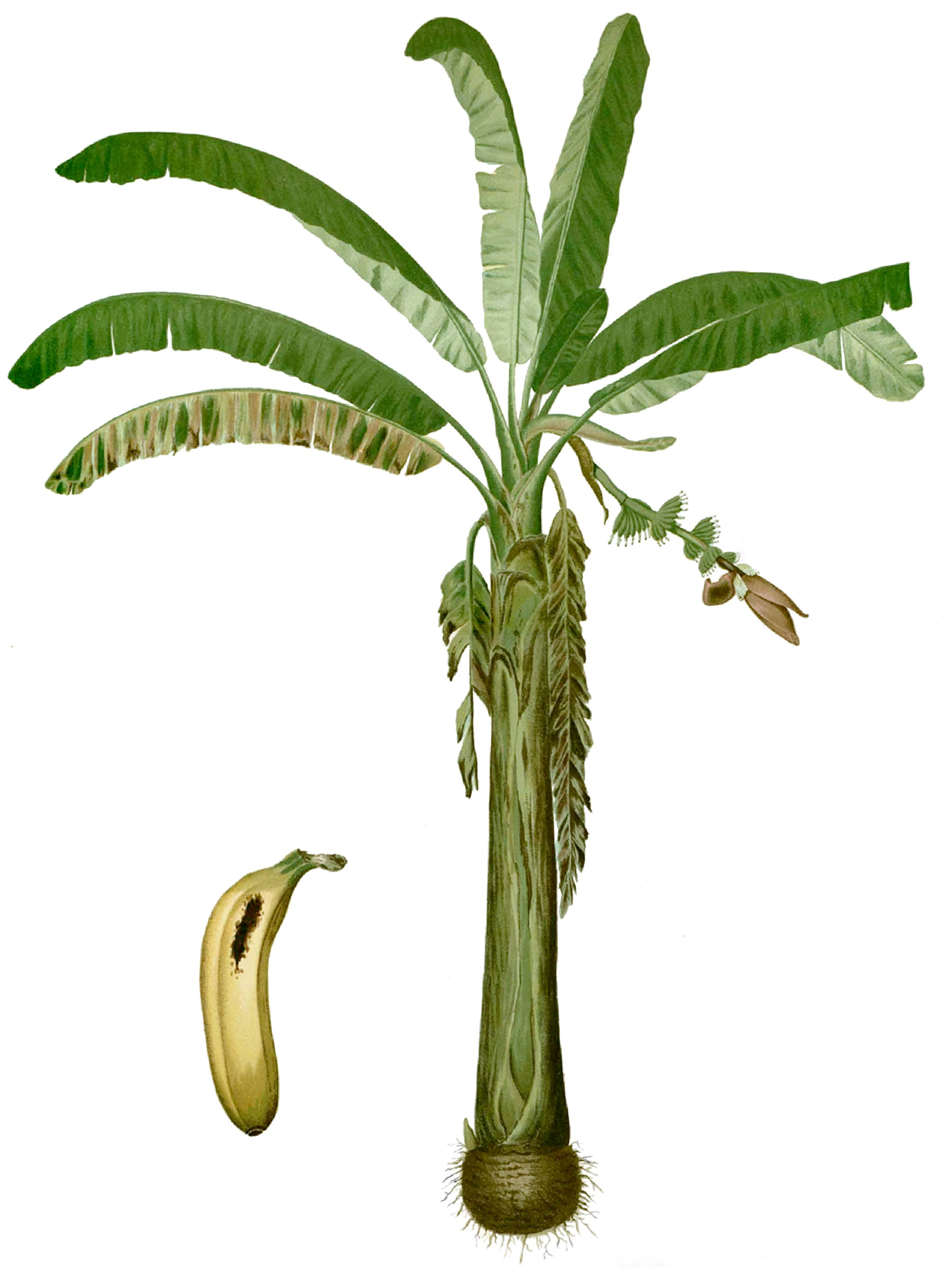
Musa × paradisiaca
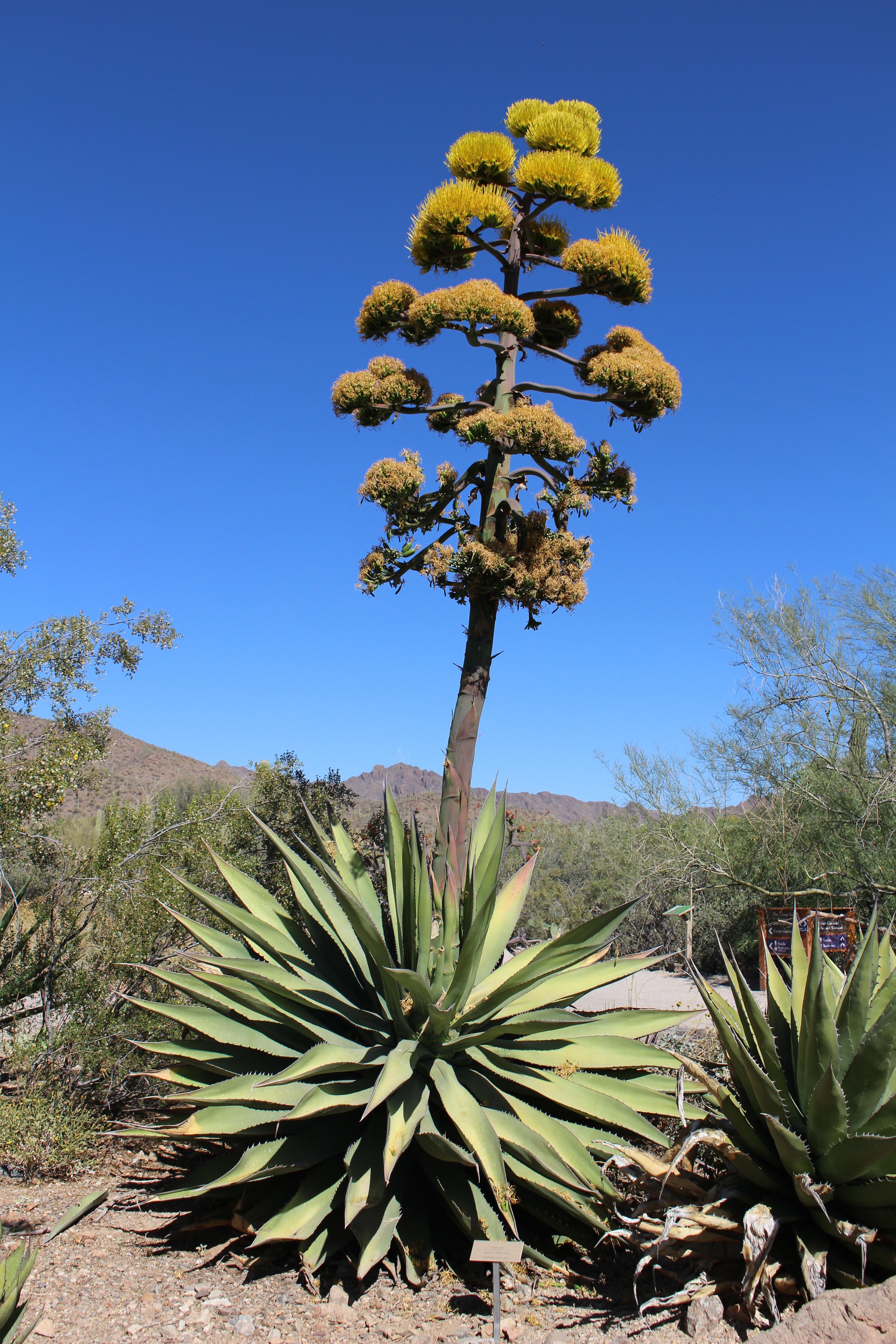
Agave sp.
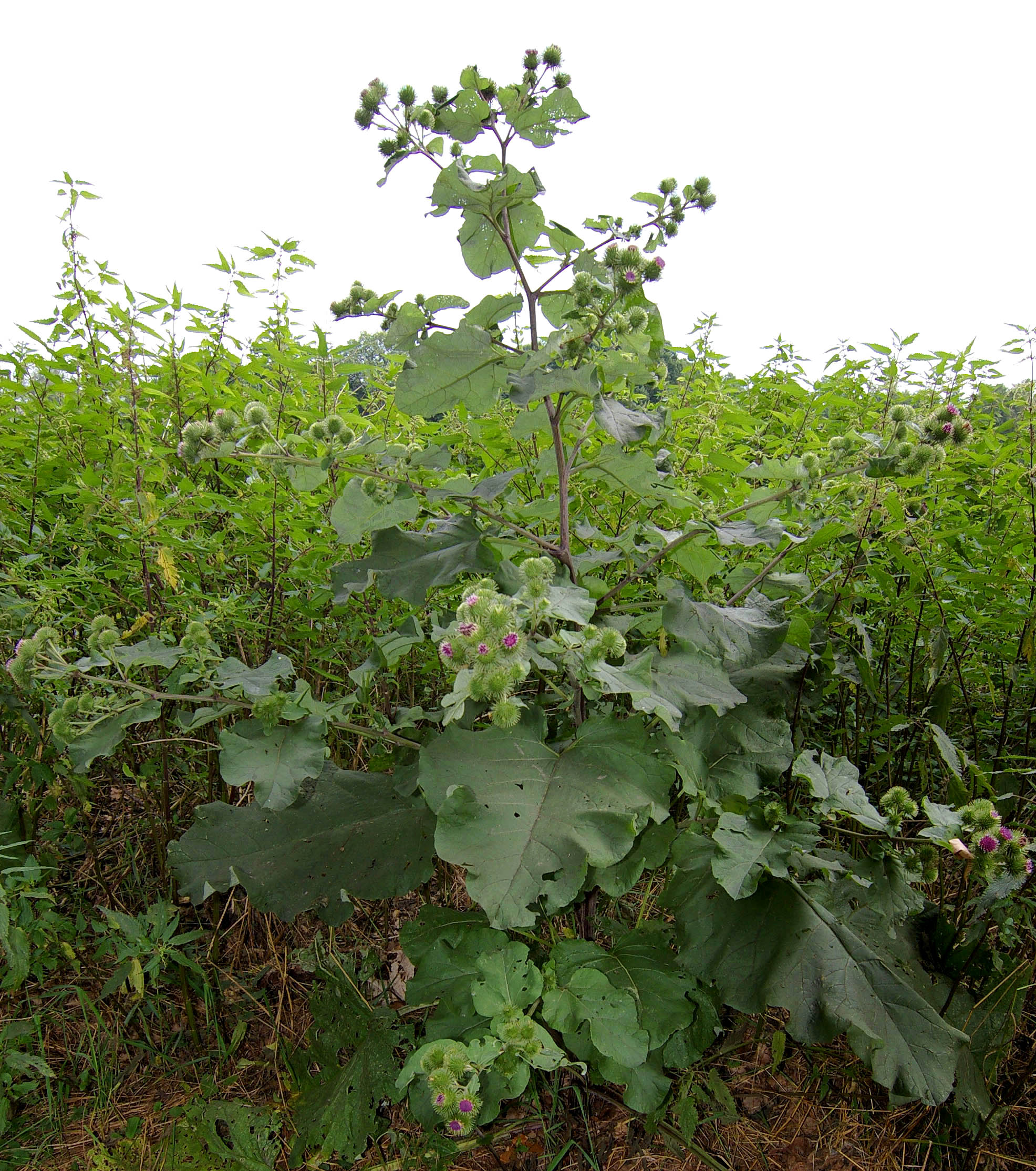
Grande bardane (Arctium lappa)
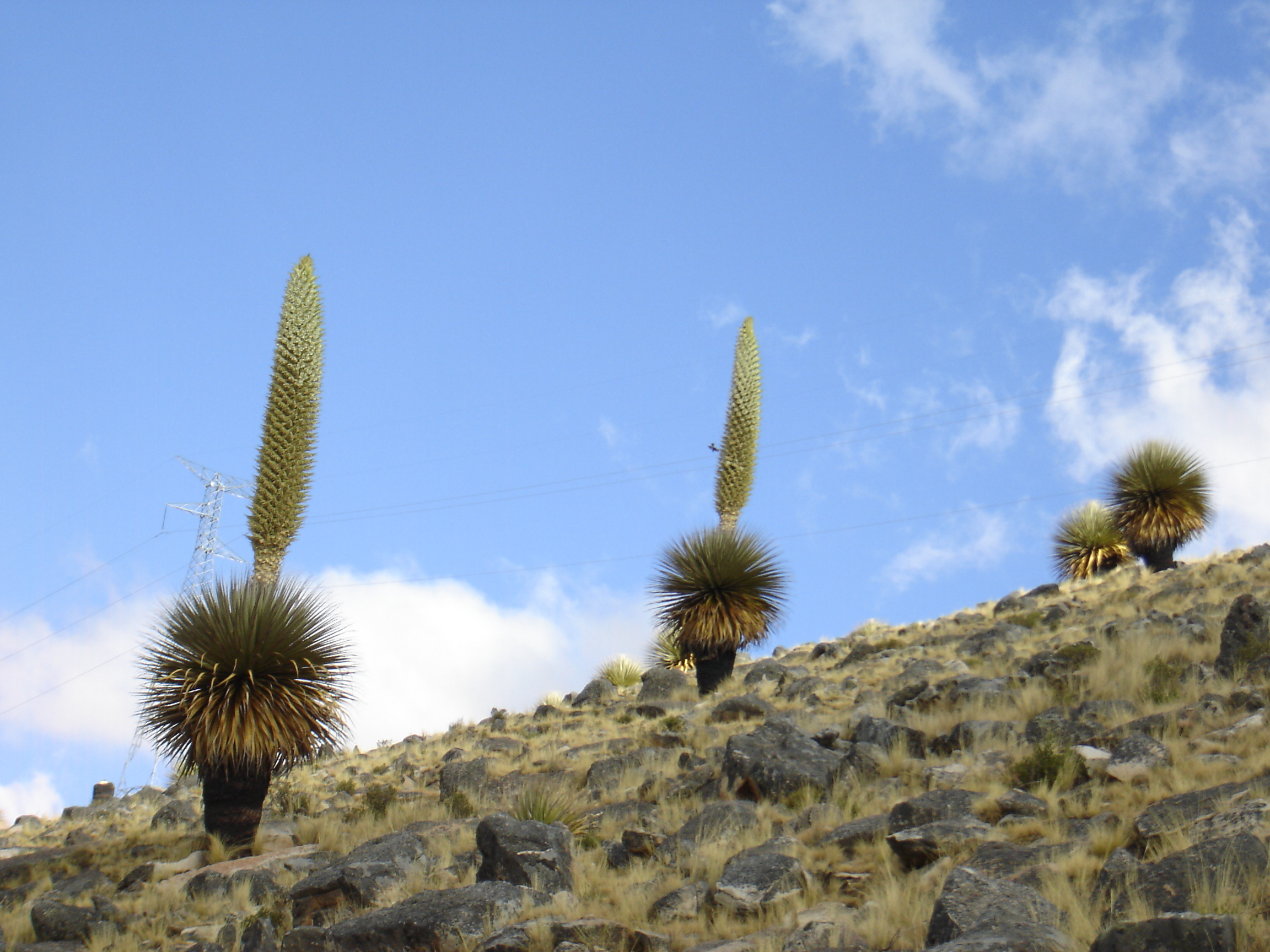
Puya raimondii
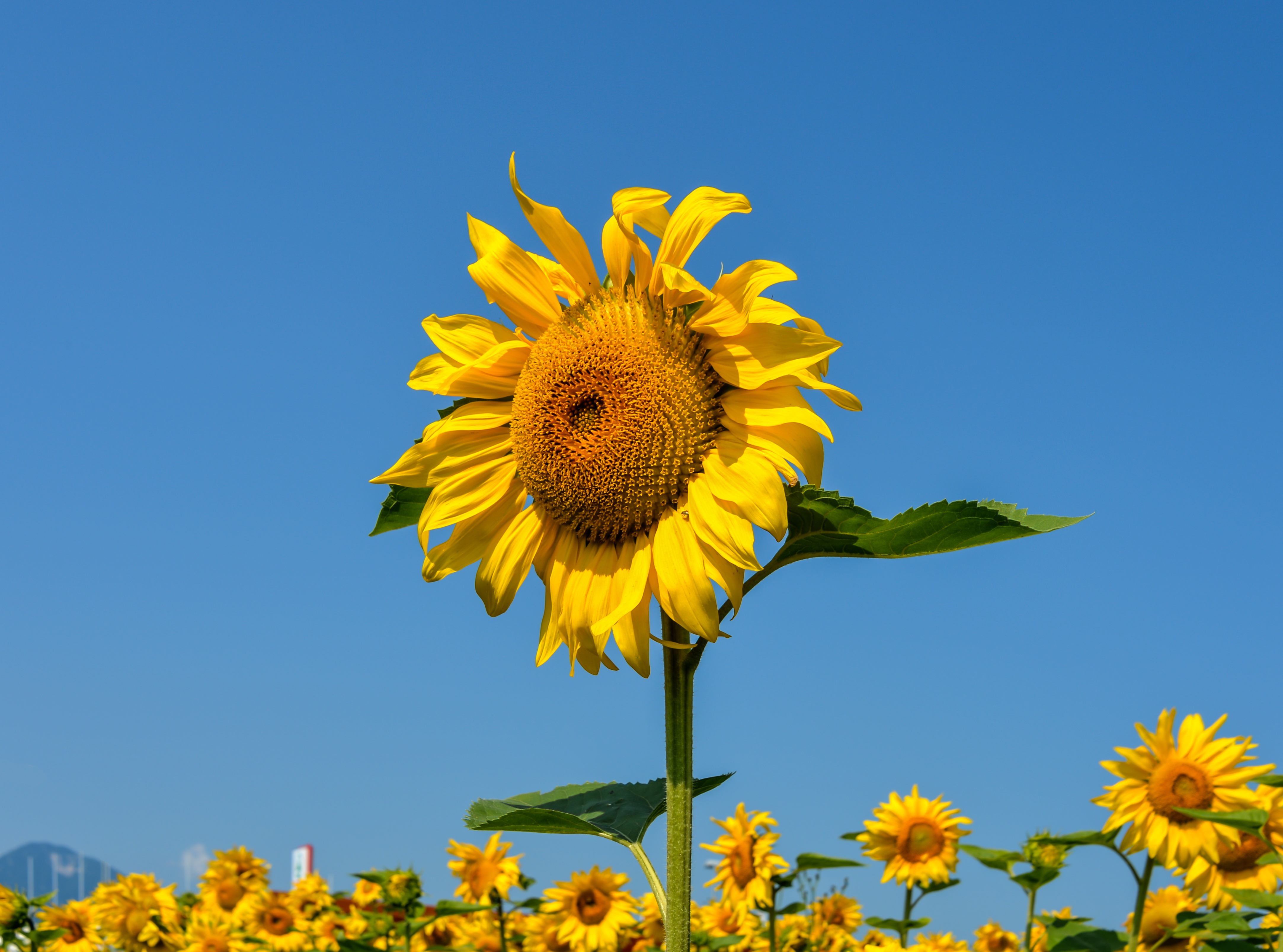
Tournesol

- Corner : un seul axe (monocaule) orthotrope à sexualité latérale qui permet une croissance indéfinie de l'axe végétatif. Le Cycas revoluta femelle, de nombreux palmiers, le palmier à huile et le papayer font partie des nombreux représentants de ce modèle. Les arbres qui suivent ce modèle n'ont pas de branches, mais l'axe unique peut chez certaines espèces porter des réitérats : ainsi, les apparentes « branches » du papayer sont en réalité des reproductions en plus petit de l'axe principal.

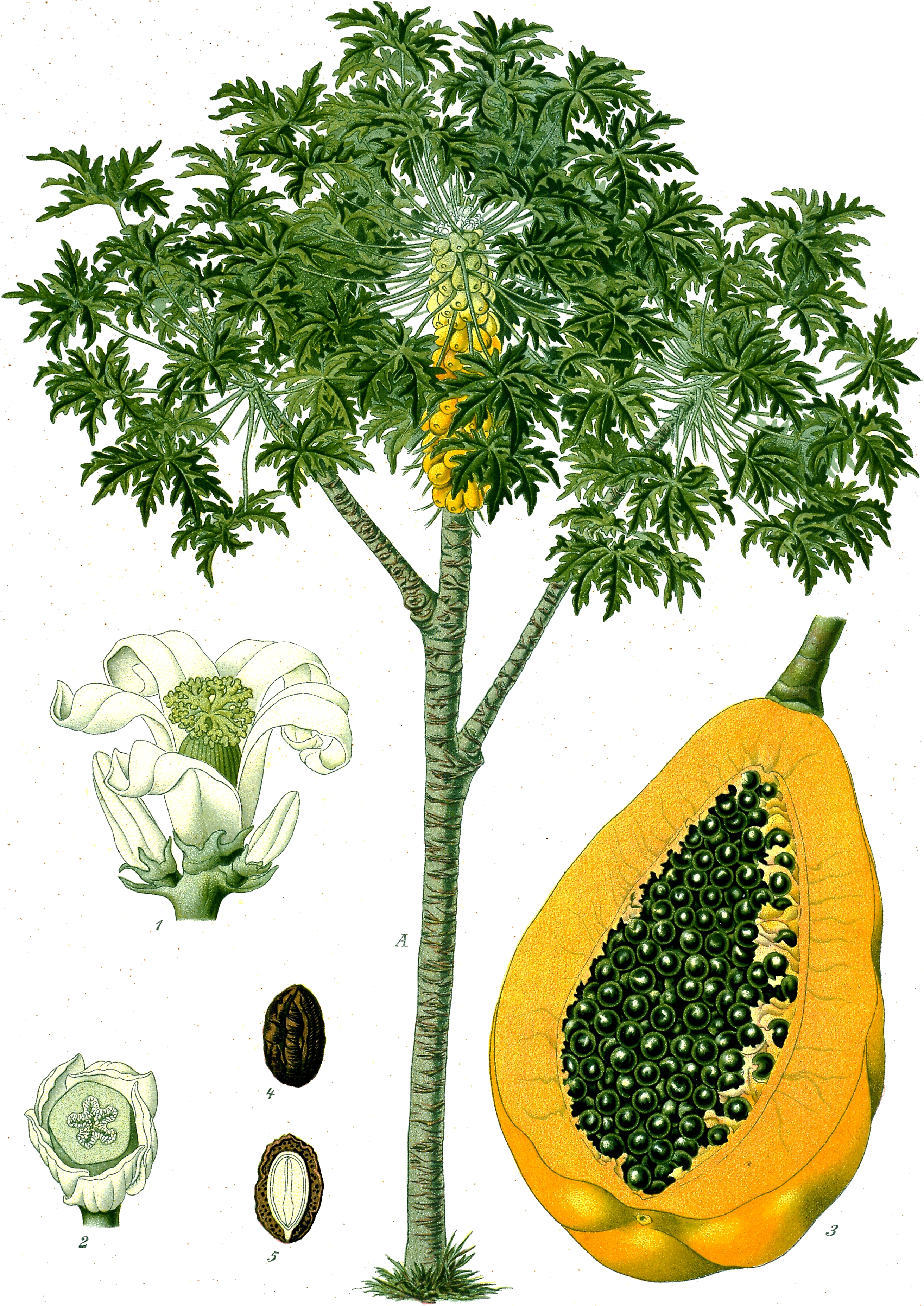
Carica papaya
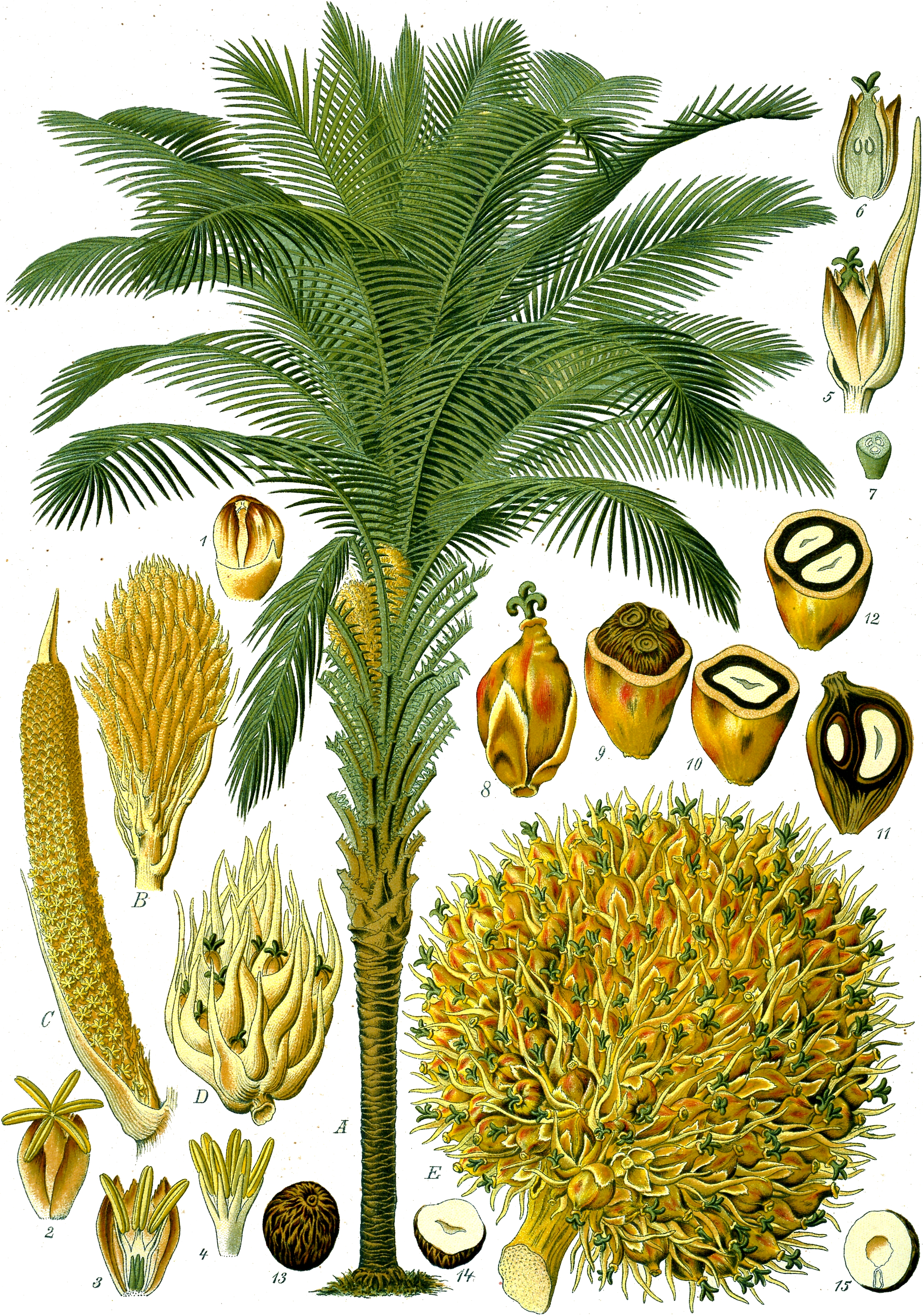
Elaeis guineensis
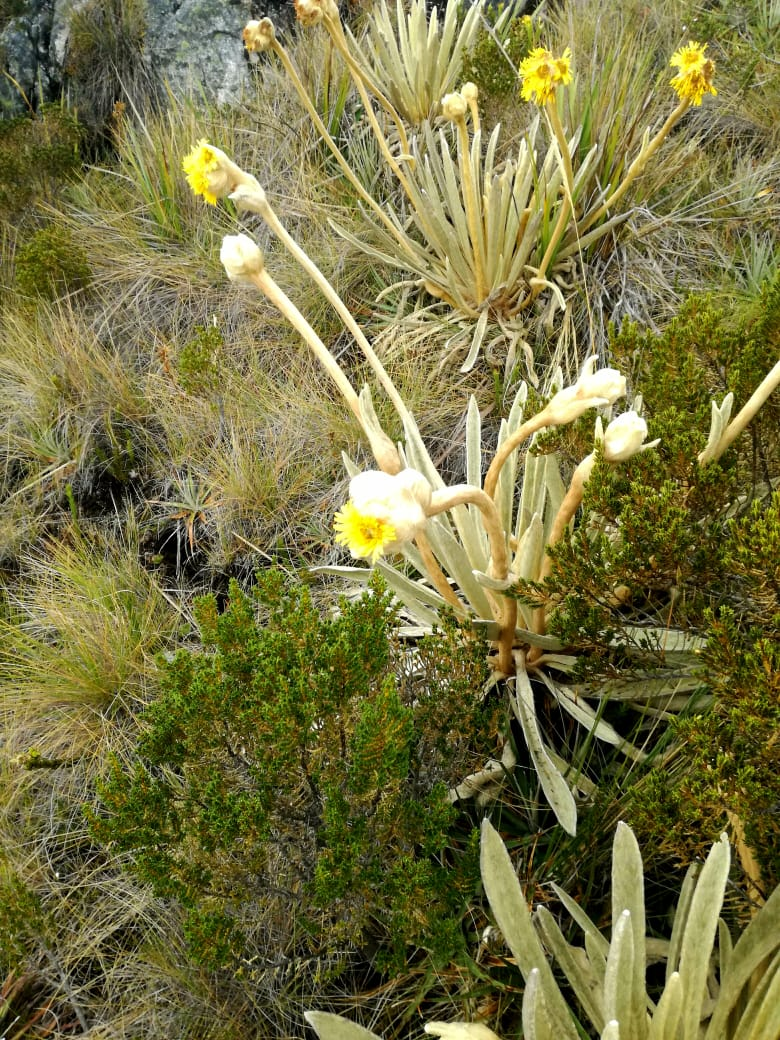
Espeletia hartwegiana
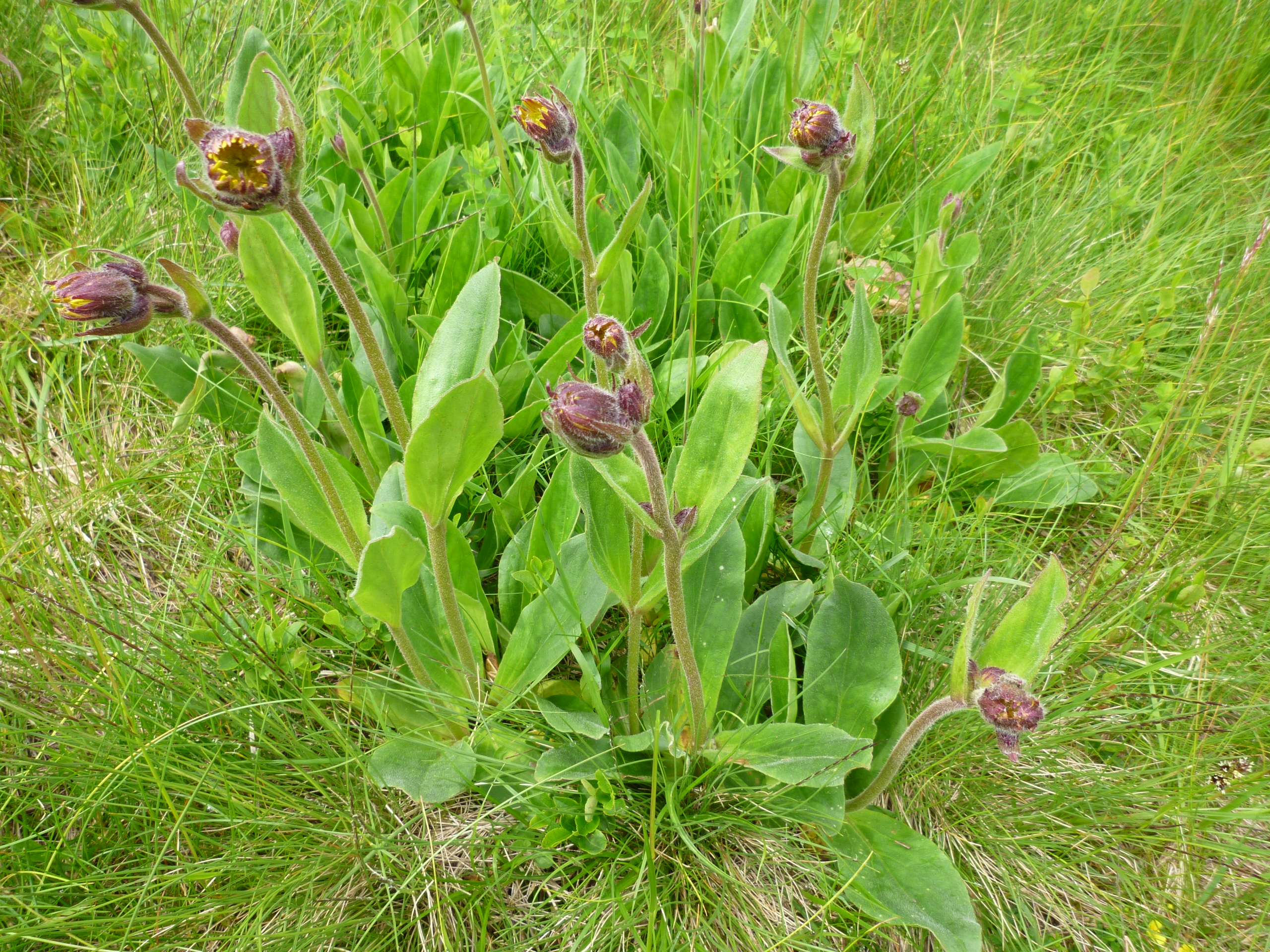
Arnica montana
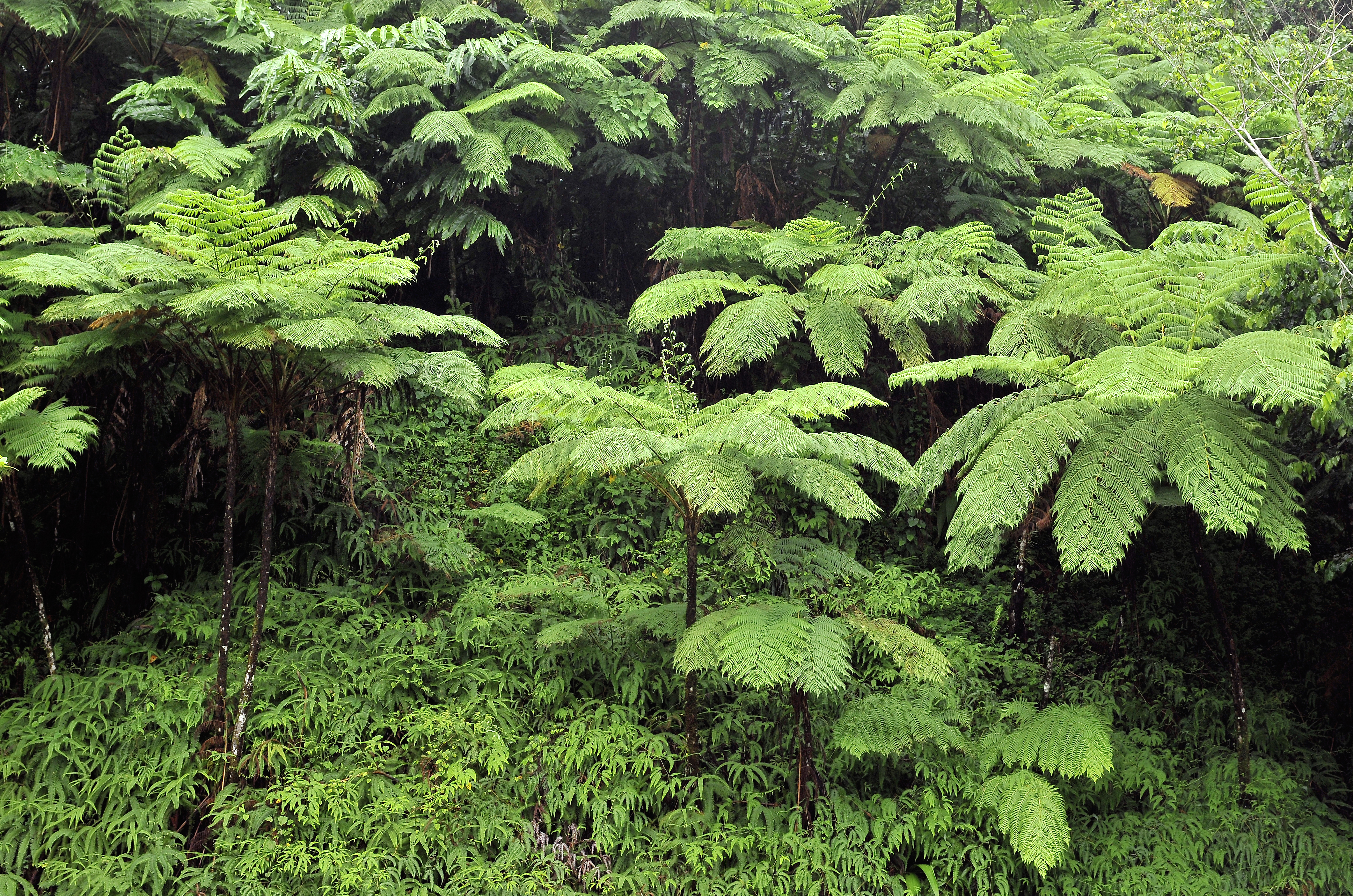
Cyathea arborea

- Tomlinson : répétition de modules orthotropes à partir d'une ramification basale (polycaule) à sexualité terminale ou latérale. C'est ce modèle que suivent les palmiers cespiteux.

- Chamberlain : tronc constitué d'une succession subapicale de modules orthotropes verticaux à floraison terminale. La plante apparaît comme monocaule mais est en fait un sympode linéaire monochasial. L'arbre corail (Jatropha multifida) et le  Cycas revoluta mâle est expriment ce modèle.

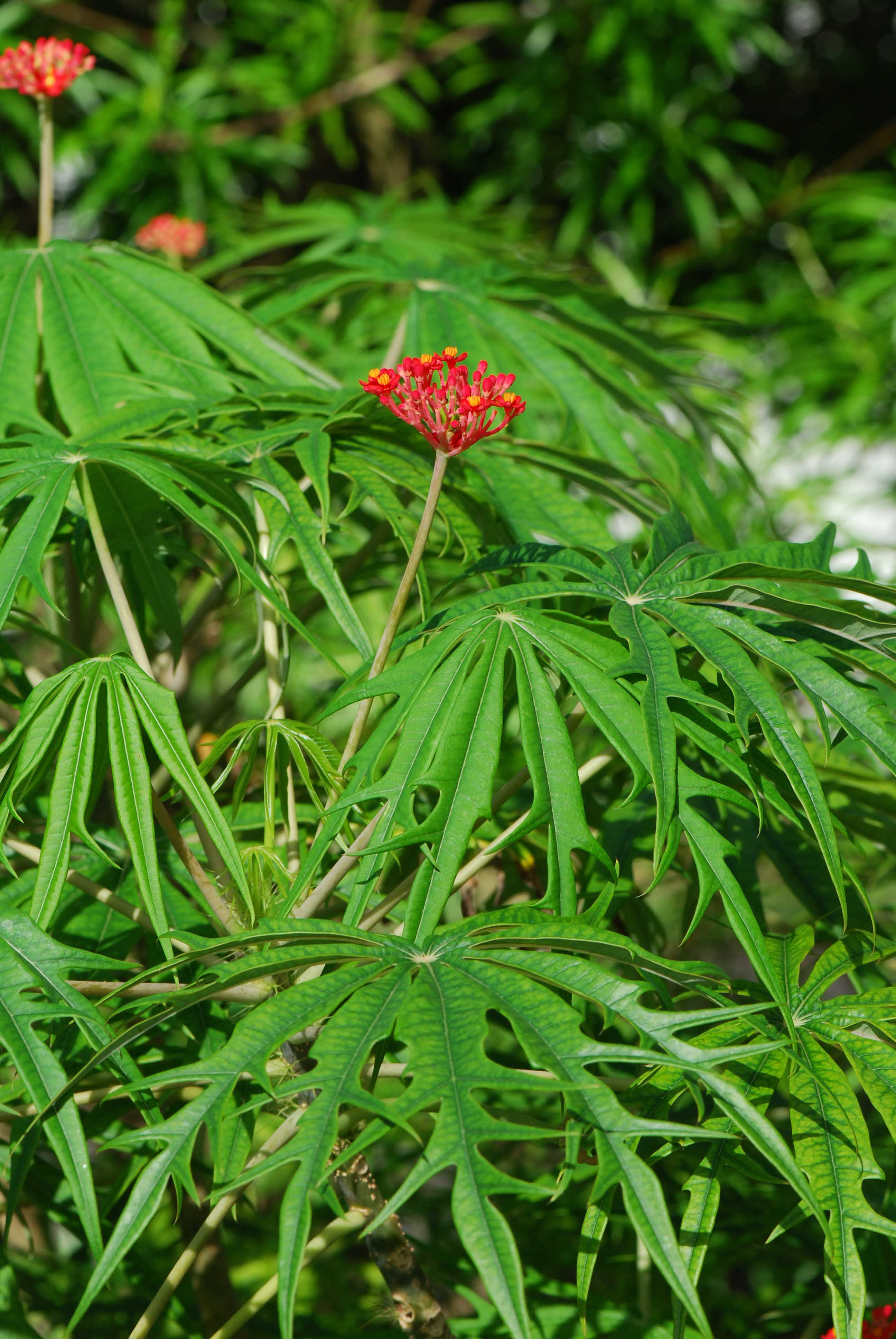
Floraison terminale de Jatropha multifida.
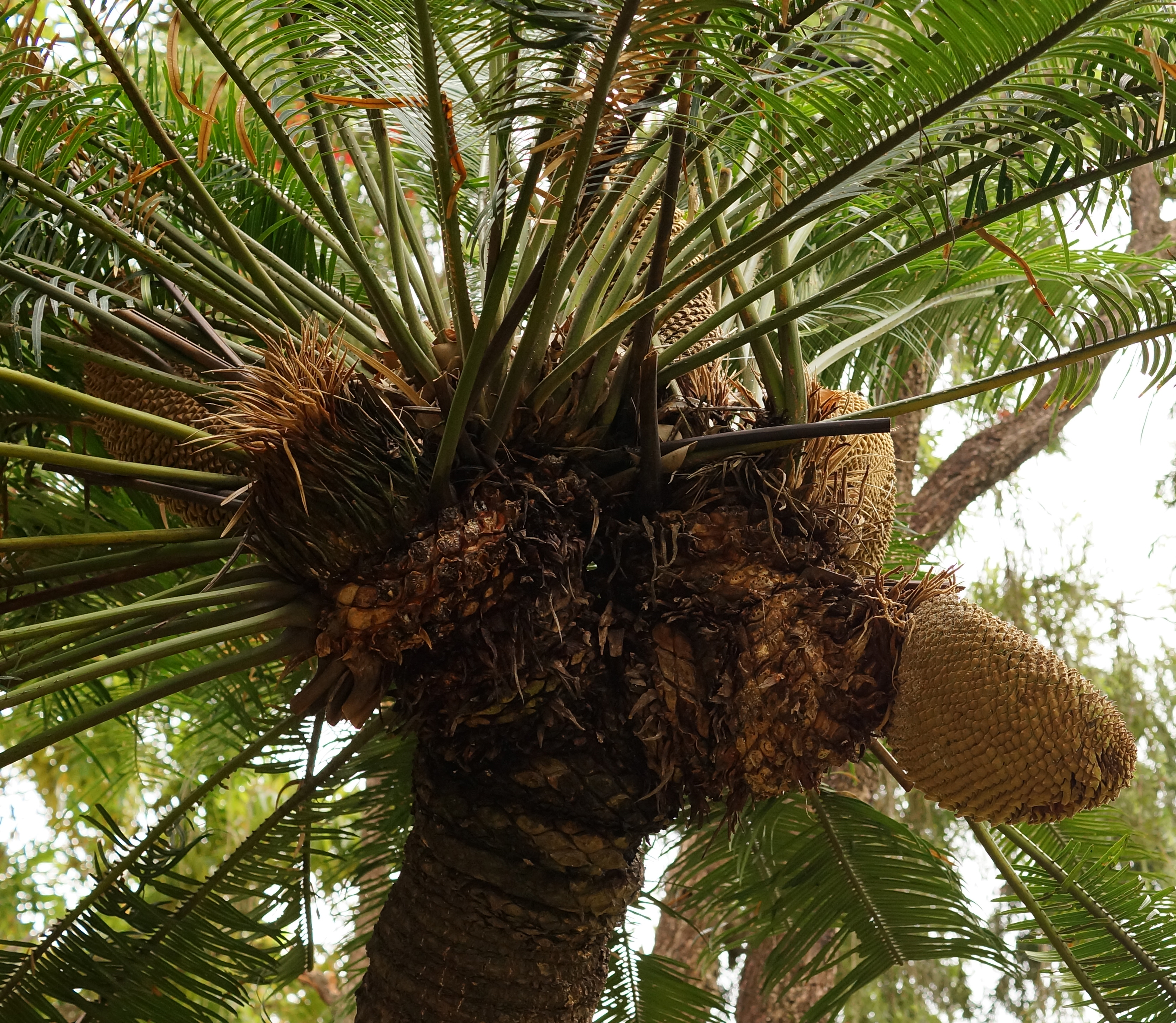
Inflorescence du Cycas revoluta mâle.

- Leeuwenberg : sympode à floraison terminale formé d'une succession de modules orthotropes à ramification subapicale. Contrairement au modèle de Koriba, les axes résultant de la fourchaison restent tous orthotropes (pas de changement de fonction d'un des axes devenant plagiotrope pour assurer le rôle d'une branche). Ce modèle est fréquent chez les Apocynacées (ramification binaire chez le frangipanier blanc, ternaire chez le laurier-rose), les Solanacées, les Euphorbiacées (Ricin commun ricin, sumacs)[33].

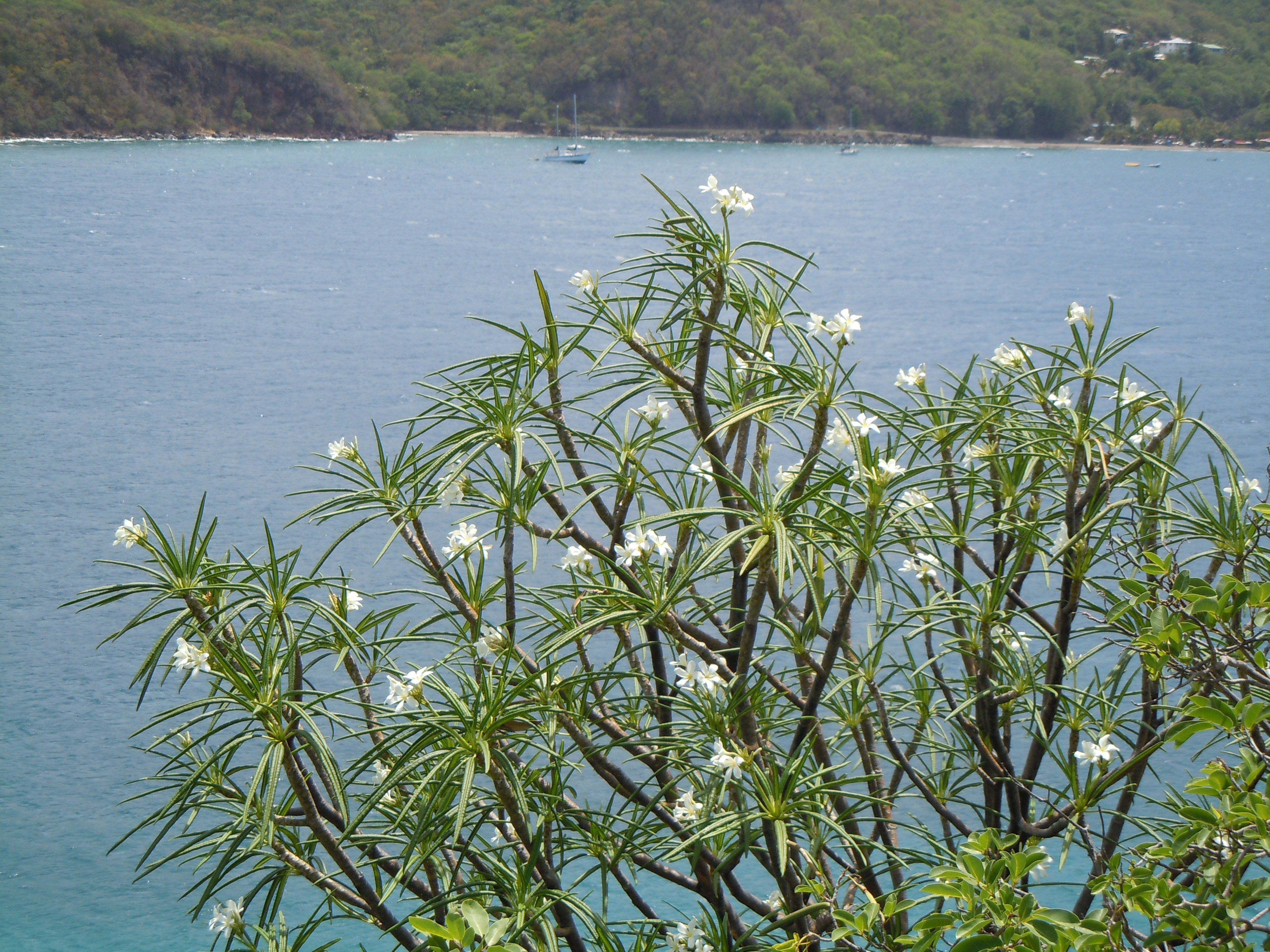
Ramification dichotomique du frangipanier blanc.

- Schoute : succession de modules dichotomiques à ramification terminale (sans mort d'apex) et sexualité latérale. C'est un modèle peu répandu, représenté notamment par le remarquable palmier doum.

- Koriba : succession de sympodes modulaires redressés, relais subterminaux, branches plagiotropes par apposition, sexualité terminale. Ailanthus altissima suit ce modèle de développement[34].

- Prévost : tronc sympodial, modules orthotropes à développement différé, branches sympodiales plagiotropes par apposition de modules à développement immédiat, sexualité terminale.

- Fagerlind : tronc orthotrope à ramification rythmique. Les axes secondaires sont des modules sympodiaux à sexualité terminale portée par l'extrémité orthotrope et dont la base est plagiotrope par apposition. L'implantation des feuilles (phyllotaxie) est spiralée. On retrouve ce modèle chez les magnolias.

- Aubréville :  tronc monopodial orthotrope à ramification rythmique. Les axes secondaires sont des modules sympodiaux plagiotropes par apposition (base plagiotrope et partie distale orthotrope), sexualité latérale. Ce modèle est celui du badamier.

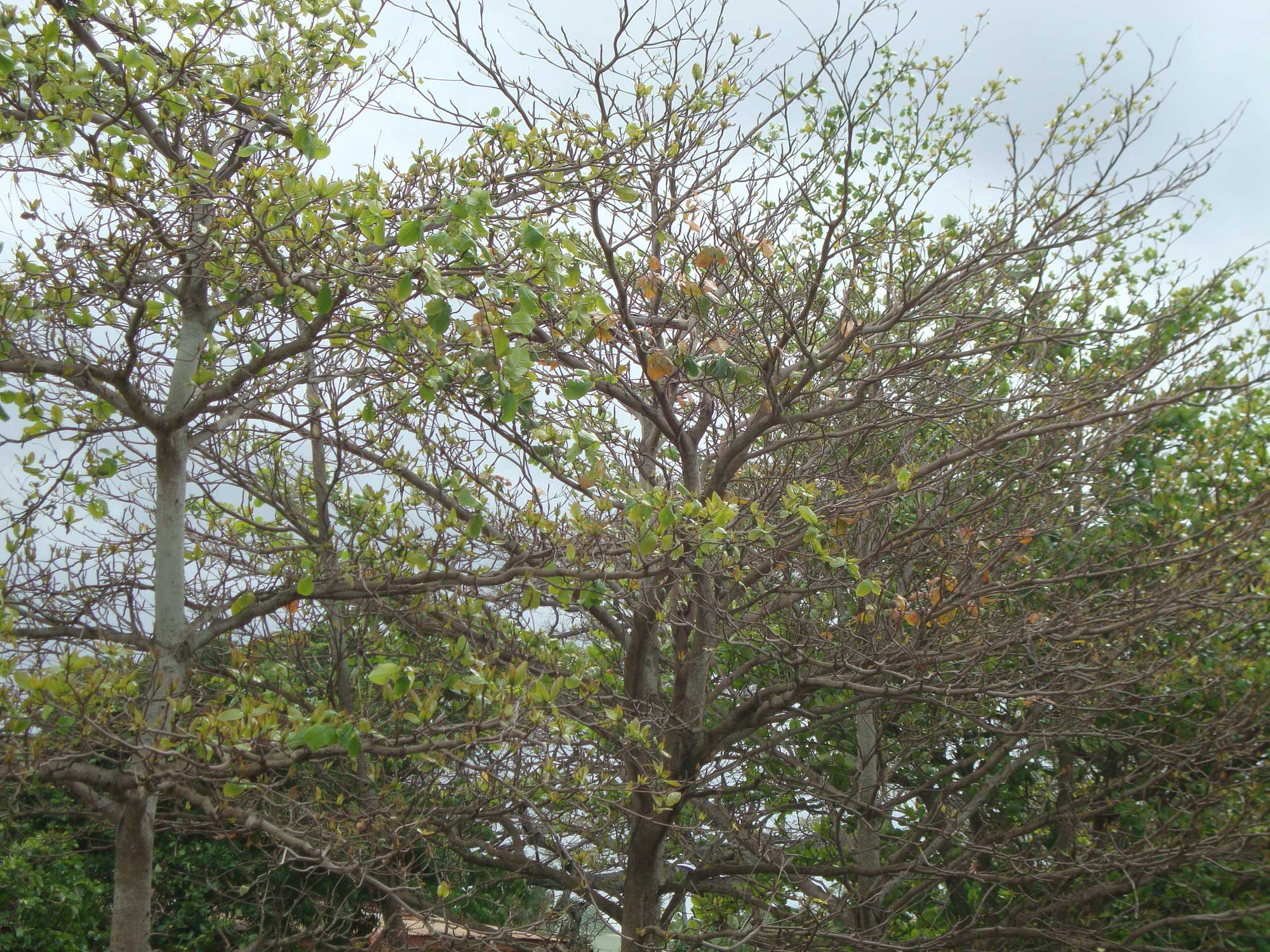
Modules sympodiaux plagiotropes par apposition formant les branches de Terminalia catappa
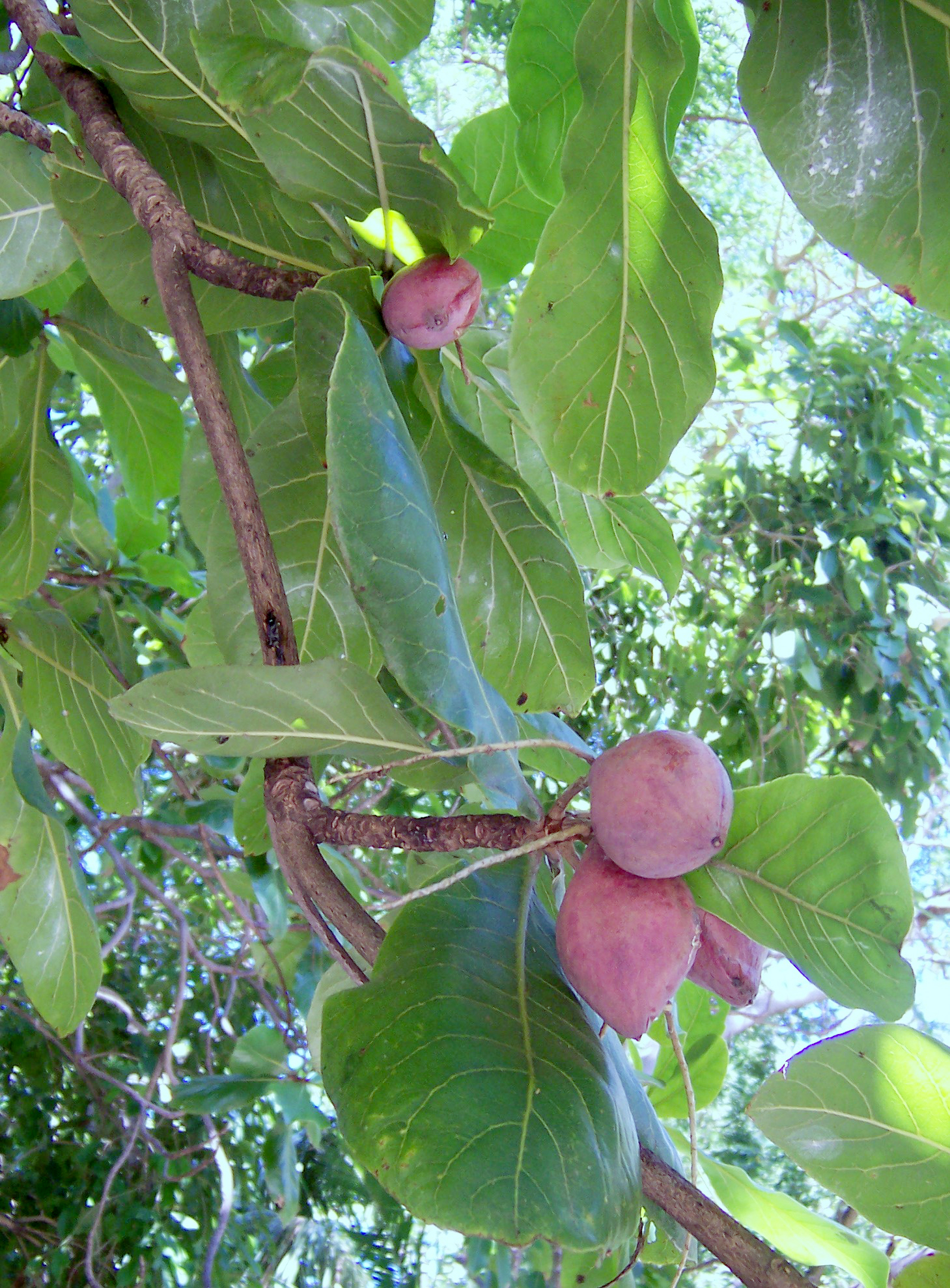
Fructification latérale de Terminalia catappa

- Petit : tronc monopodial orthotrope, ramification continue, branches sympodiales, sexualité terminale.

- Scarrone : tronc monopodial orthotrope à ramification rythmique. Les branches orthotropes sont des modules sympodiaux à sexualité terminale. C'est le modèle de développement du manguier et du marronnier d'Inde.

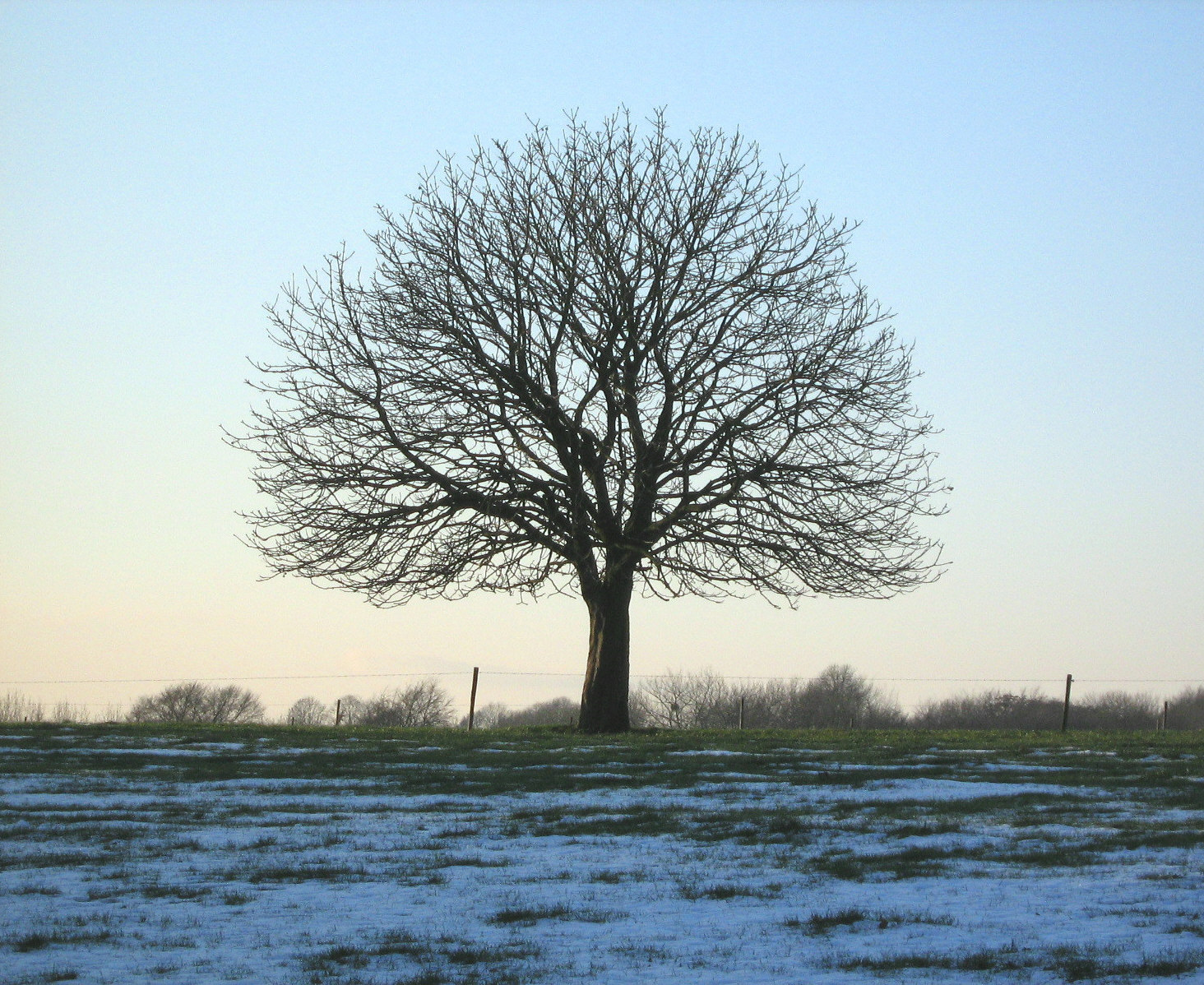
Aesculus hippocastanum en hiver
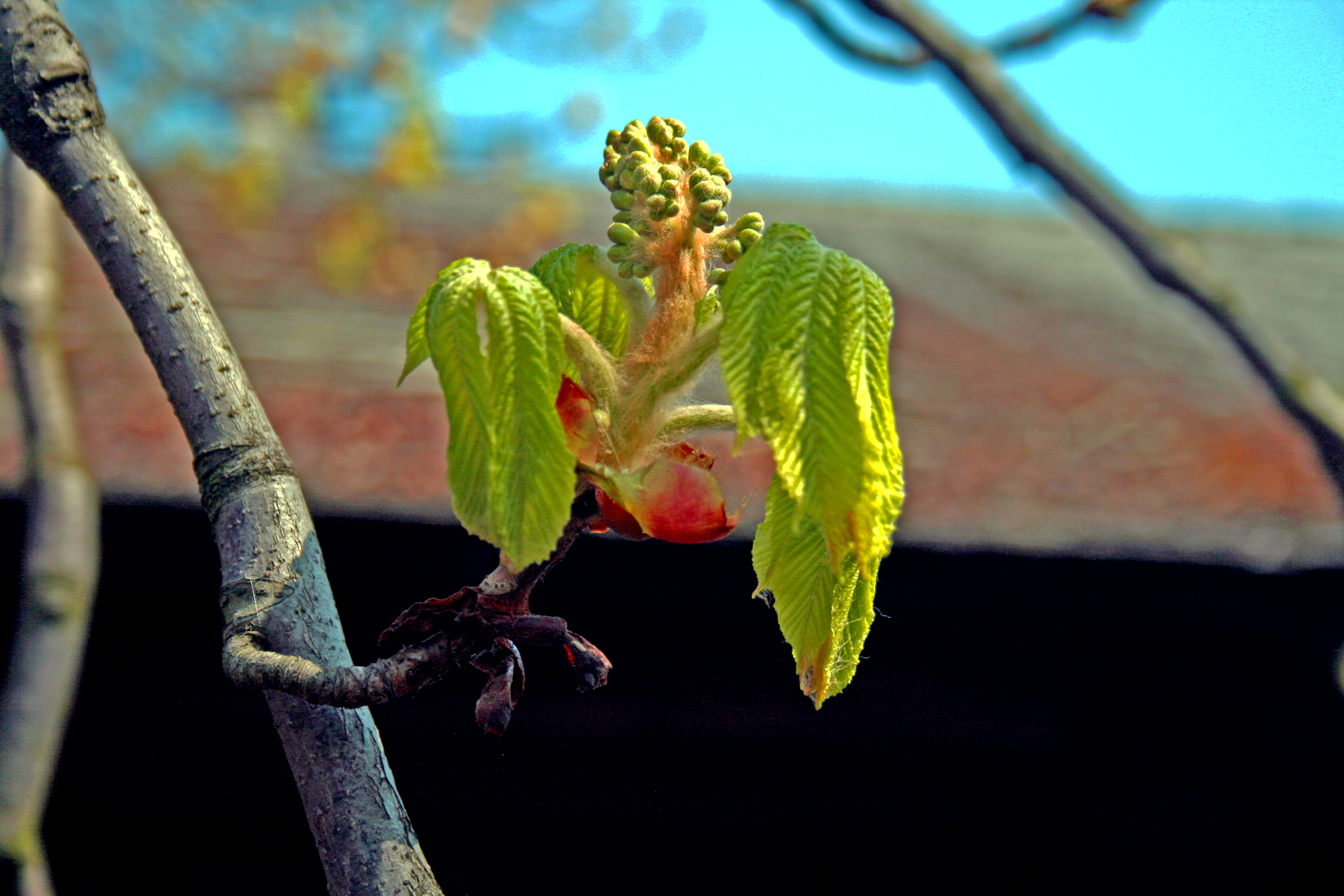
Floraison terminale d'Aesculus hippocastanum
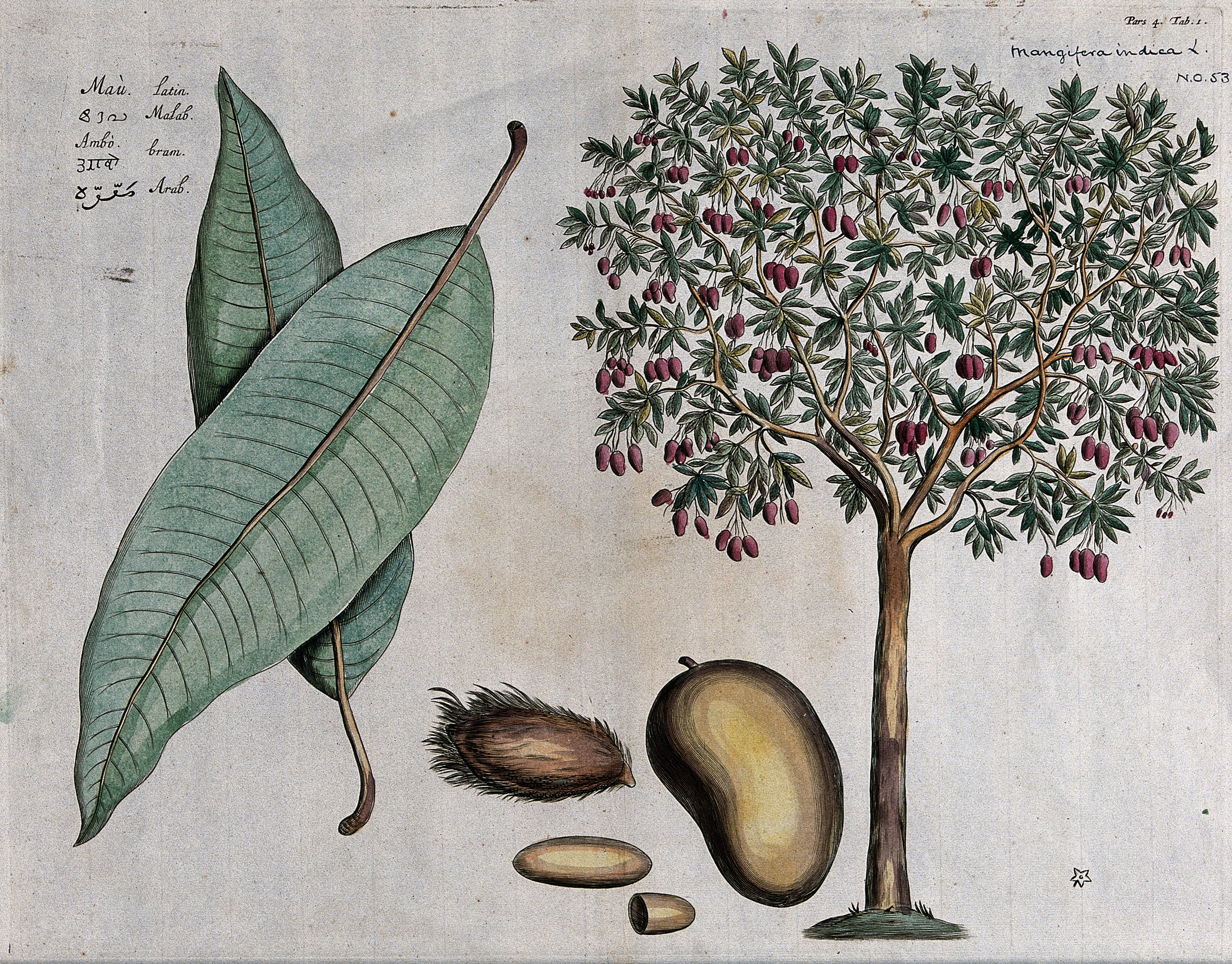
Mangifera indica
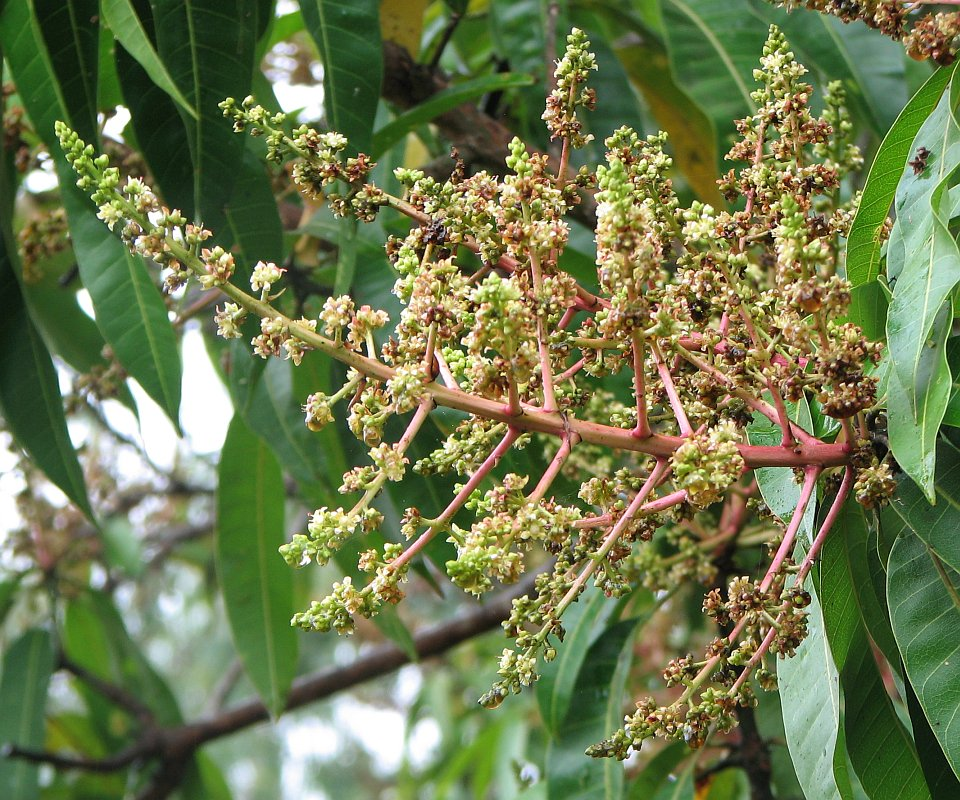
Floraison terminale de Mangifera indica

- Stone : monopode orthotrope à ramification continue ou diffuse, branches orthotropes sympodiales à sexualité terminale.

- Rauh : monopode à croissance rythmique, tronc et branches orthotropes et sexualité latérale. Les espèces pionnières des zones tropicales (hévéa, Cecropia, certaines espèces de chênes et d'érables) ou tempérées (pins, peupliers, frênes sauf Fraxinus ornus qui a une floraison terminale), semi-pionnières (noyer commun)[35] présentent une architecture conforme à ce modèle[33],[36].

- Attims : monopode à croissance continue, tronc et branches orthotropes et sexualité latérale. Le palétuvier blanc, Alnus glutinosa et le cyprès de Provence obéissent à ce modèle. C'est un modèle proche de celui de Rauh, sauf la croissance qui est continue au lieu de rythmique (ce qui induit une ramification diffuse et non rythmique).

- Nozeran :  tronc sympodial orthotrope composé de modules à développement différé, branches monopodiales plagiotropes, sexualité latérale.

- Massart : monopode à croissance rythmique, tronc orthotrope, branches plagiotropes, sexualité latérale ou terminale. C'est le modèle de développement du platane[37], des frênes, de Taxus baccata, de Sequoia sempervirens, de Pseudotsuga menziesii et du Ginkgo biloba.

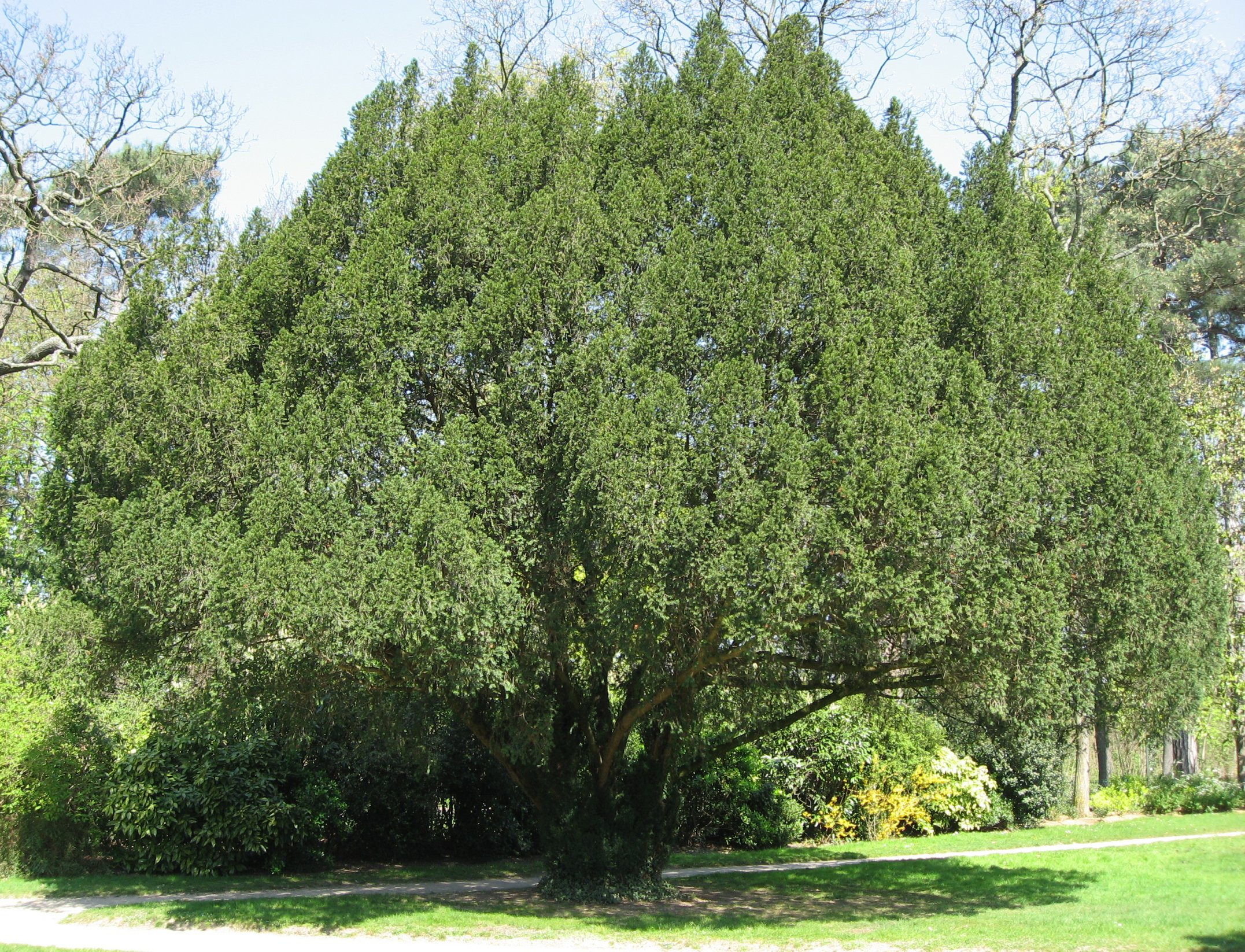
Taxus baccata laissant apparaitre un tronc orthotrope autour duquel s'organisent des axes secondaires plagiotropes.
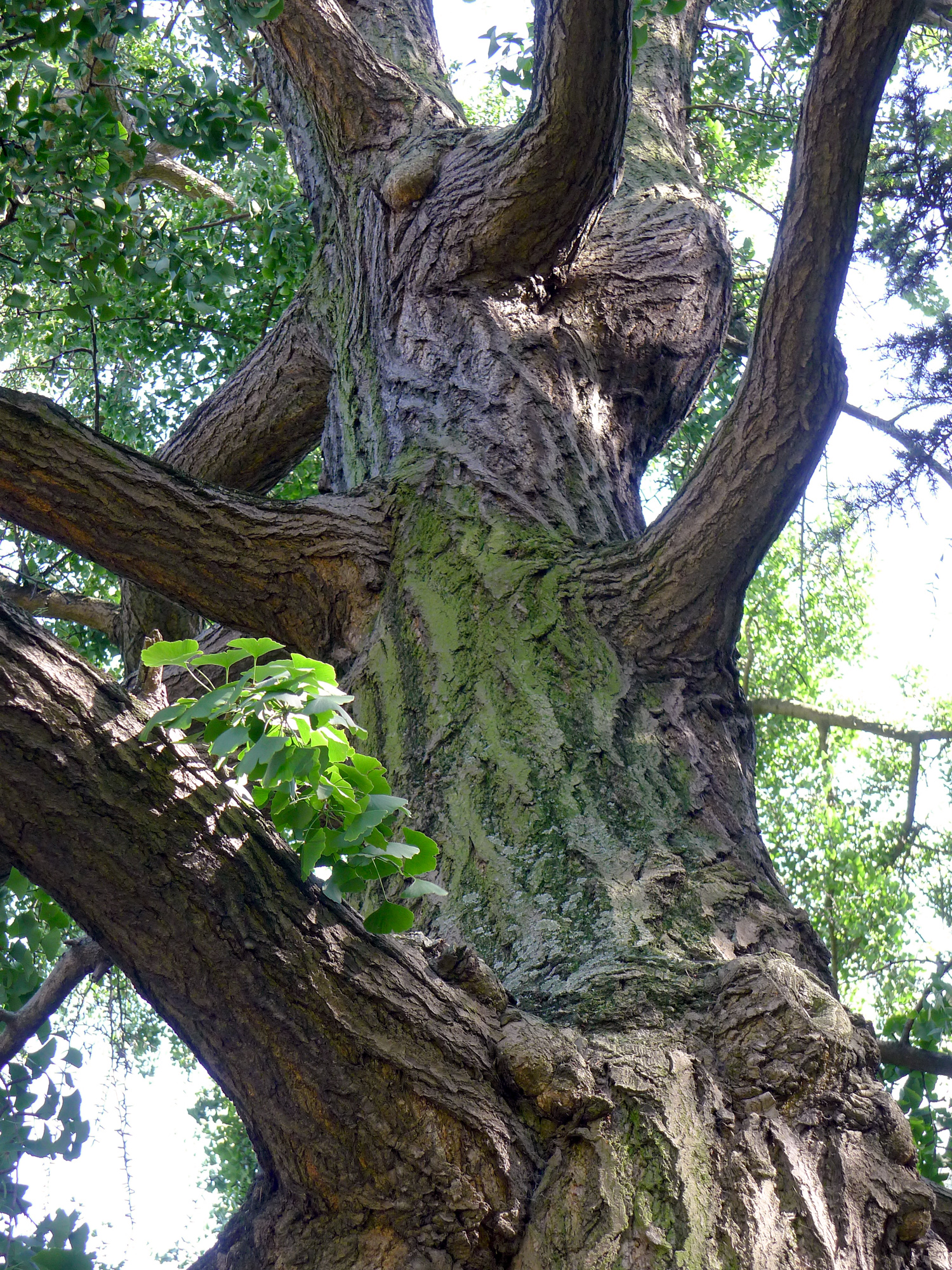
Axes secondaires sur le tronc d'un Ginkgo biloba traduisant une croissance rythmique.
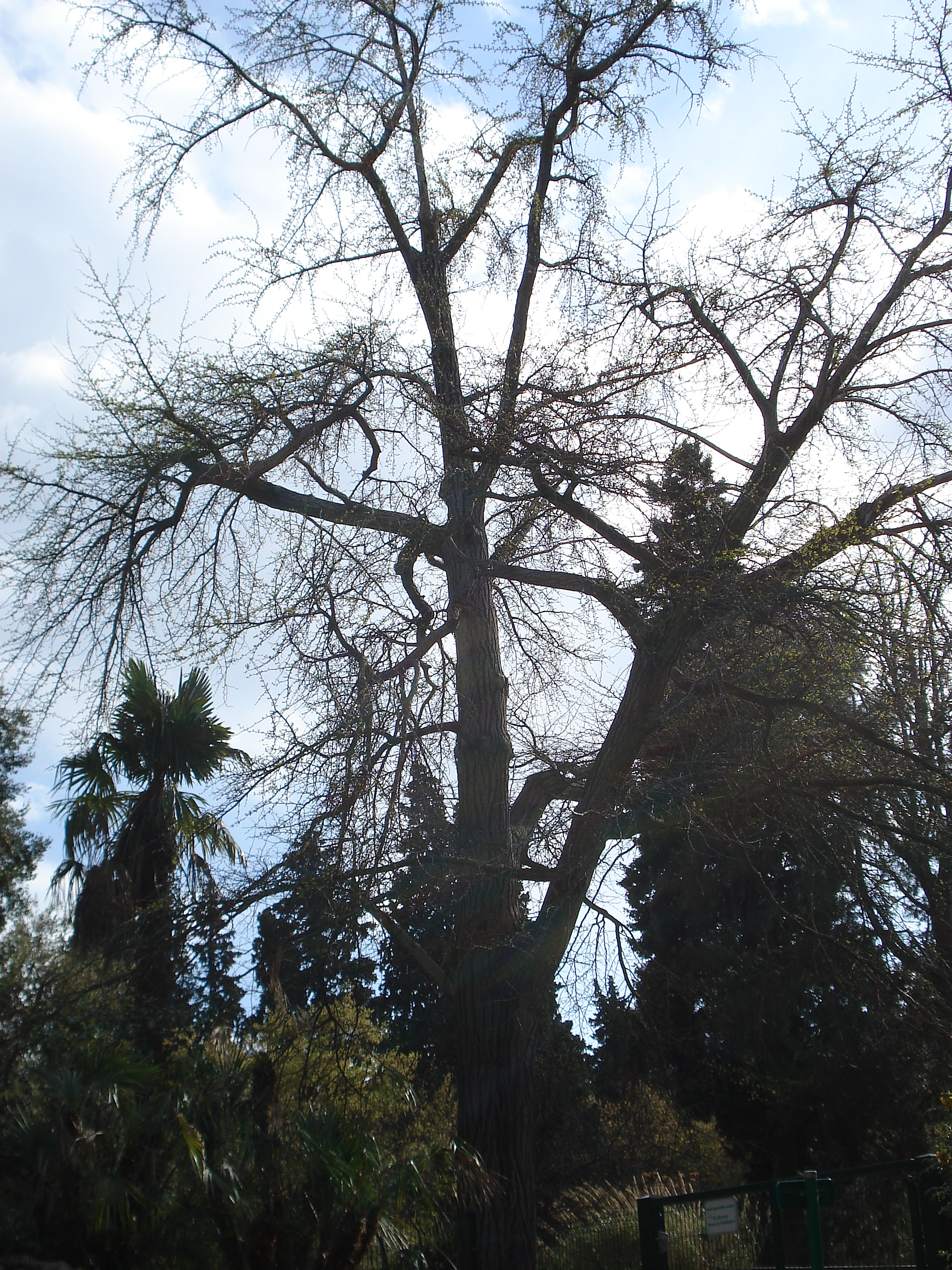
Axes principaux orthotropes et axes secondaires plagitropes d'un Ginkgo biloba.
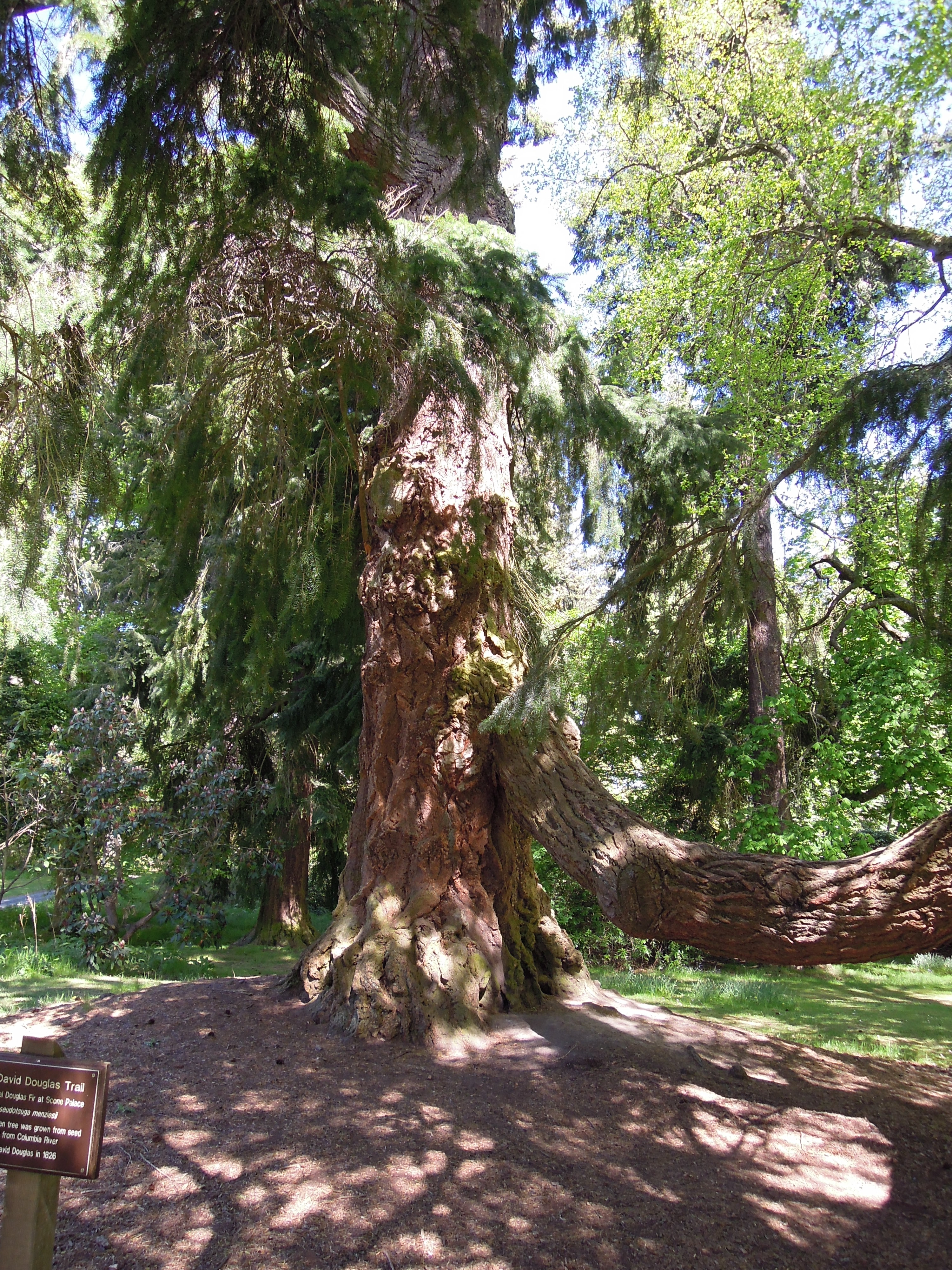
Axe principal orthotrope (tronc) et axes secondaires plagitropes (branches) de Pseudotsuga menziesii
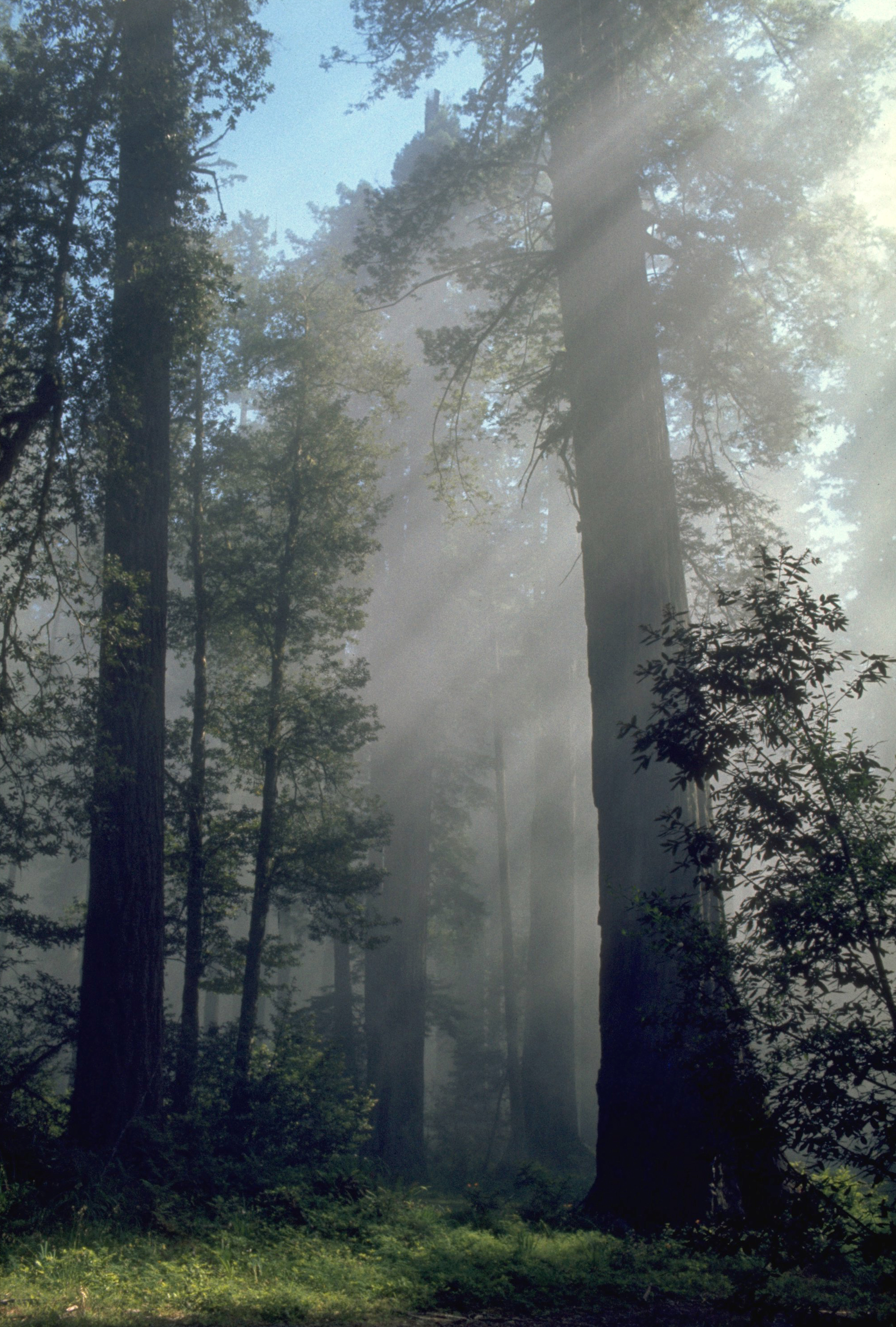
Le tronc vertical orthotrope de Sequoia sempervirens peut dépasser 100 m de haut.  En revanche, ses branches plagiotropes plongent en direction du sol.
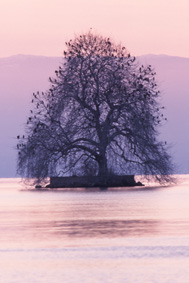
Exempt de tailles de mise en forme et d'élagage, le platane commun arbore naturellement des branches plagiotropes.

- Roux : monopode à croissance continue ou diffuse, tronc orthotrope, branches plagiotropes, sexualité essentiellement latérale. C'est le modèle de développement du caféier d'Arabie. C'est un modèle proche de celui de Massart, sauf la croissance qui est continue au lieu de rythmique (ce qui induit une ramification diffuse et non rythmique).

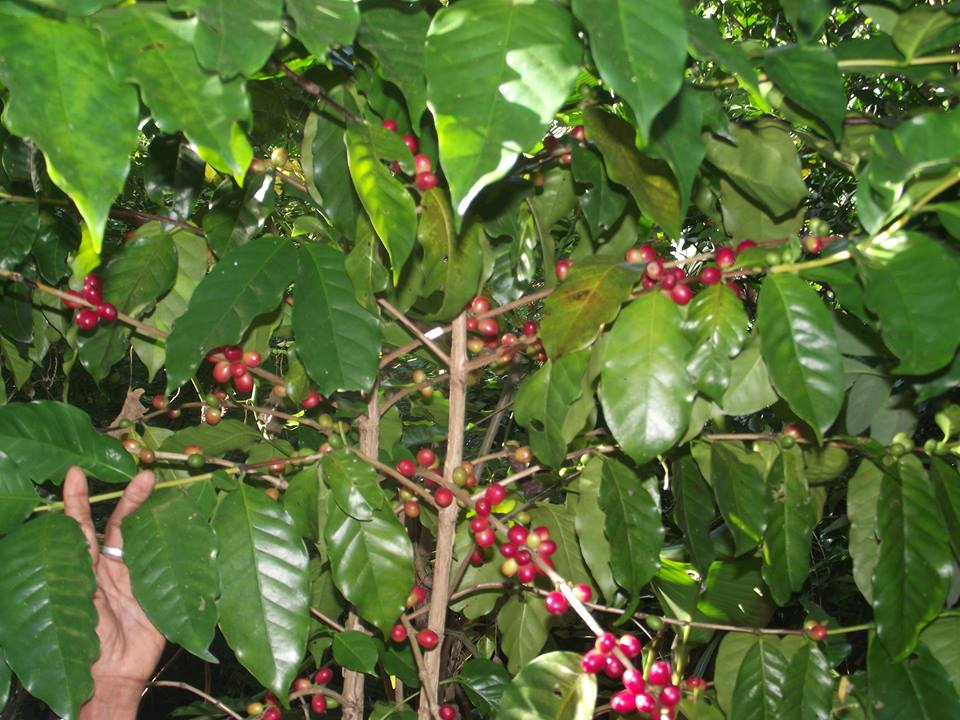
Axes secondaires de Coffea arabica se développant de manière rythmique de part et d'autre de l'axe principal.
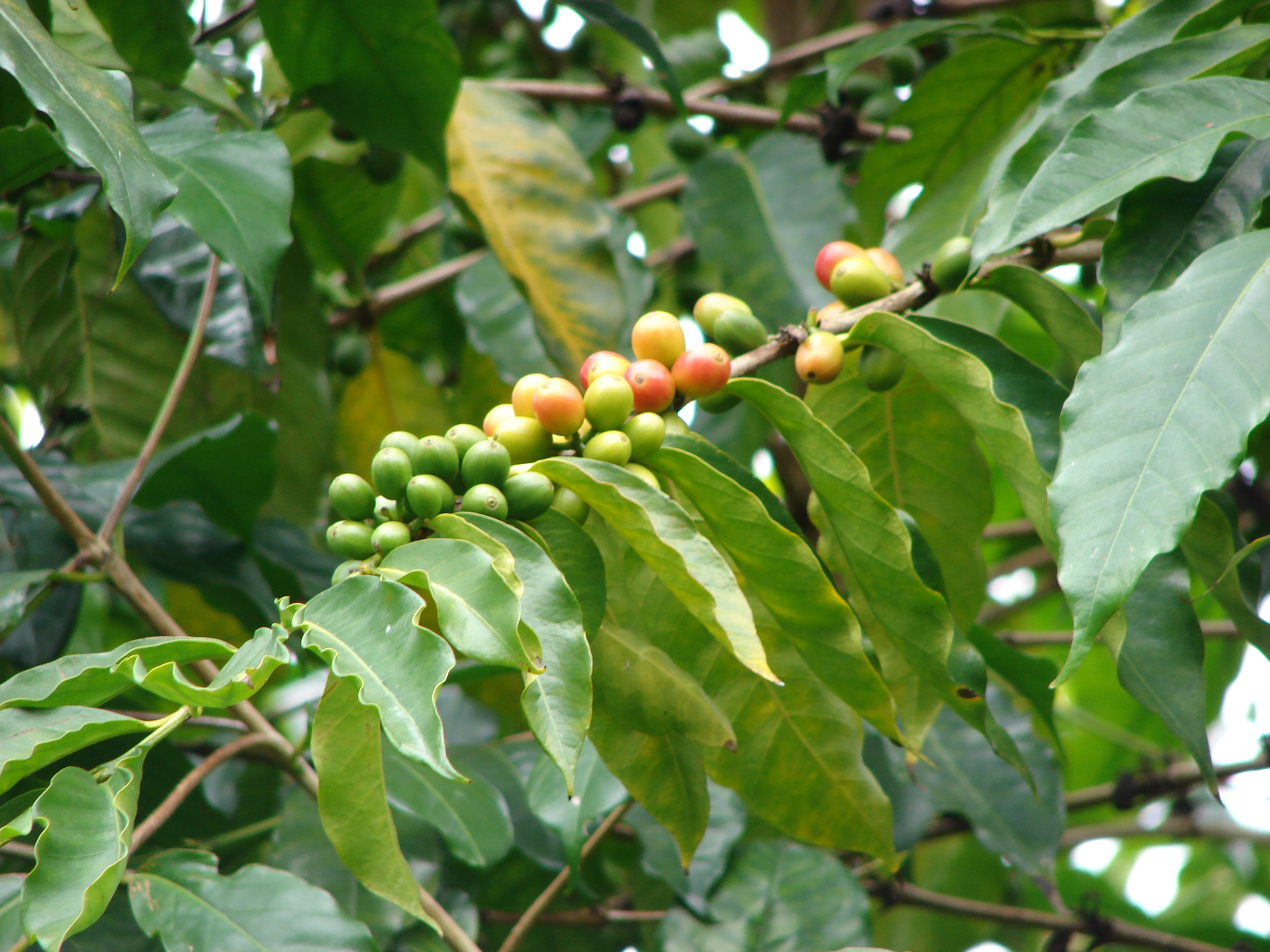
Branche plagiotrope et fructifications latérales de Coffea arabica traduisant une croissance rythmique.

- Champagnat : sympode formé d'axe orthotropes s'affaissant sur la partie distale, les relais de croissance apparaissant dans la courbure. Rosa canina, Bougainvillea spectabilis et Rubus idaeus sont conformes à ce modèle.

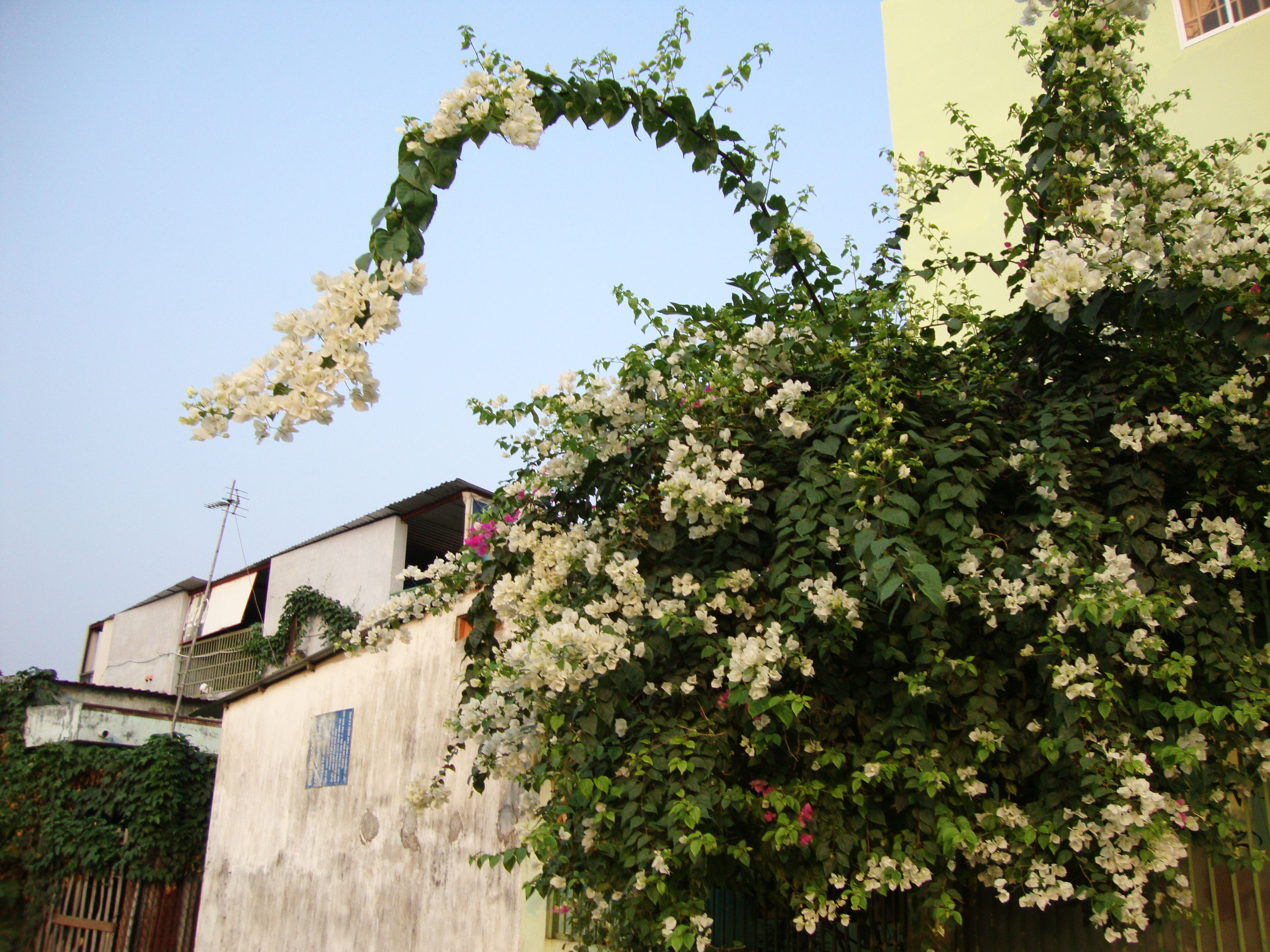
Axe orthotrope de Bougainvillea spectabilis avec apparition des relais de croissance dans la courbure.

- Mangenot : superposition d'axes mixtes (orthotropes sur la partie proximale, plagiotropes sur la partie distale). C'est le modèle de développement de la myrtille américaine.

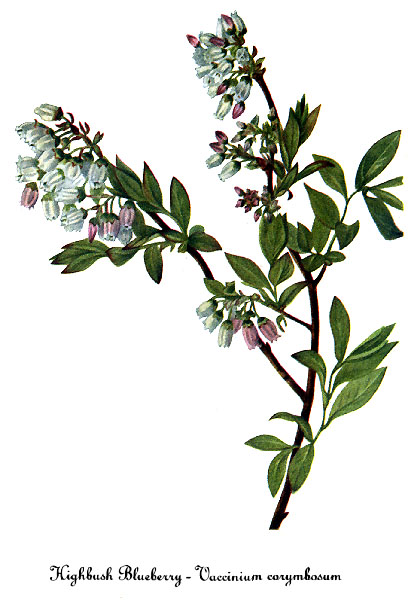
Vaccinium corymbosum se dresse sur une succession d'axe orthotropes alors que la partie distale prend une forme plagiotrope.

- Troll :  plagiotrope sur tous les axes, la constitution du tronc se fait par superposition et/ou redressement de la partie proximale d'un axe. Fagus grandifolia, Cercis siliquastrum,Corylus avellana[38] et Ulmus sont conformes à ce modèle.

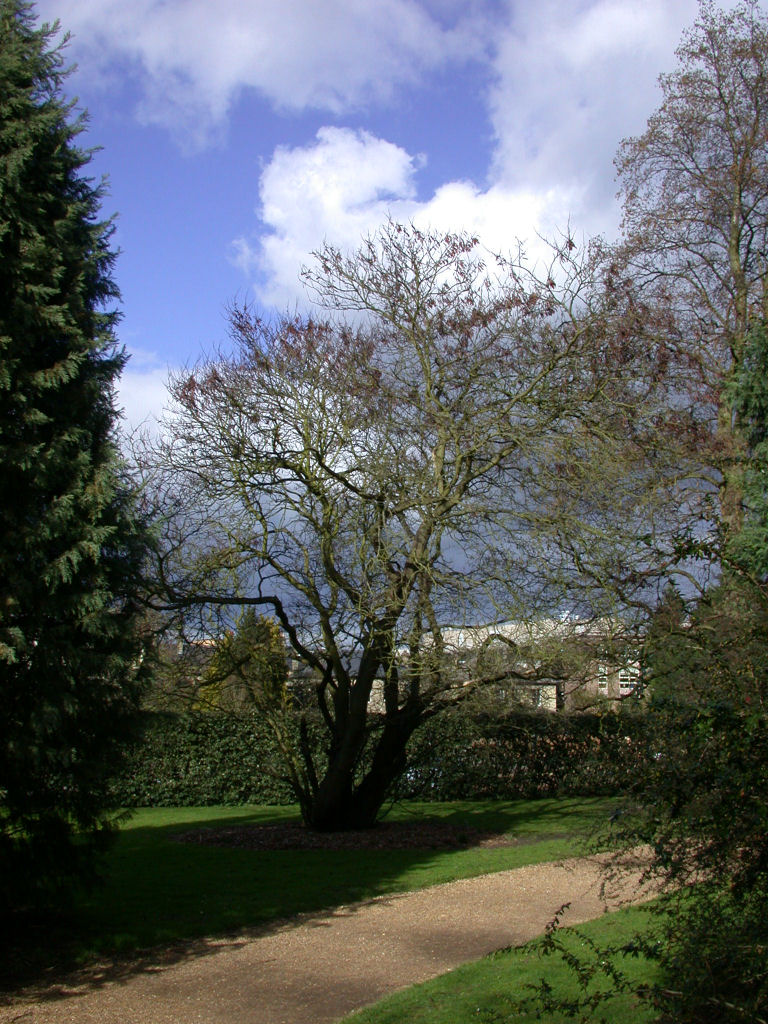
Cercis siliquastrum est constitué d'une superposition d'axes plagiotropes.
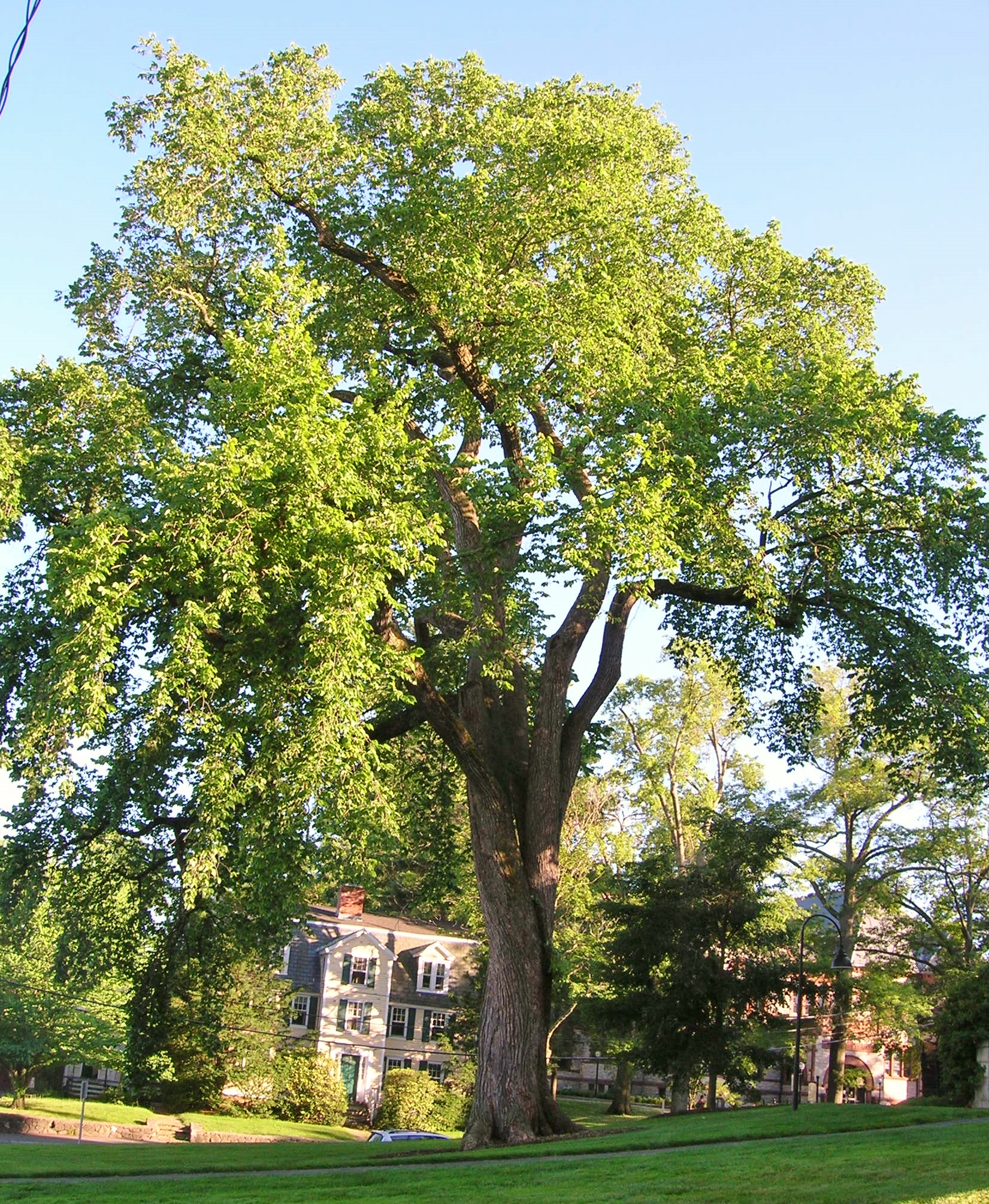
Ulmus americana ne laissant apparaitre qu'une structure plagiotrope.

- Bell : production au départ d'un axe horizontal souterrain dont les ramifications latérales produisent des axes secondaires orthotropes aériens. Les axes secondaires aériens peuvent prendre l'aspect de n'importe quel autre modèle. Les bambous, en particulier à rhizome traçant, sont des représentants typiques de ce modèle.

## Distribution et expression des modèles
Les modèles de Rauh, Massart et Troll sont les plus courants aux hautes latitudes. Les zones équatoriales et inter-tropicales présentent une diversité de modèles beaucoup plus importante. Les modèles les plus courants présentent une plus grande diversité d'expression des caractères que les modèles plus rares. L'expression du modèle est souvent plus visible sur une jeune plantule que sur un arbre âgé.

## Classement des modèles
Les modèles peuvent être regroupés en six classes :
- Classe I (mono-axial) : Holttum, Corner ;
- Classe II (poly-axial) : Chamberlain, Tomlinson, Leeuwenberg, Schoute ;
- Classe III (sympode à axes différenciés) : Koriba, Nozeran, Prévost ;
- Classe IV (axes autodifférenciés) : Champagnat, Mangenot, Troll ;
- Classe V (monopode à axes différenciés) : Stone, Attims, Petit, Roux, Scaronne, Faguerlind, Rauh, Aubréville, Massart ;
- Classe VI (axe principal horizontal et axes secondaires orthotropes) : Bell.

## Architecture végétale des conifères
Les conifères connaissent quatre modèles de croissance :
- Rauh : Pinus, Picea, Sequoia, Metasequoia, Cunnighamia, Cryptomeria, Callitris, Dacrydium, Neocalliptopsis, Agathis, Araucaria, Decussocarpus, Dacrycarpus, Austrotaxus.
- Massart : Abies, Agathis, Araucaria, Taxus, Cephallotaxus.
- Attims : Cupressus, Chamaecyparis, Thuya, Juniperus.
- Mangenot : Tsuga, Libocedrus, Acmopyle, Falcatifolium.

L'étude de l'architecture des conifères laisse apparaître des modulations architecturales. 
Certains genres juxtaposent deux modèles sur le même arbre : à la phyllotaxie spiralée de la partie proximale des branches orthotropes de Sequoia sempervirens succède sur la partie distale des ramifications plagiotropes portant des limbes foliaires disposés dans le plan. Ainsi la partie basale de l'arbre est conforme au modèle de Rauh, la partie apicale à celui de Massart.     
D'autres semblent développer des stratégies de croissance intermédiaires entre deux modèles :
- Picea, Rauh (tronc et axes principaux orthotropes) et Massart (axes secondaires plagiotropes) ;
- Chamaecyparis et Thuya, Attims (tronc et axes principaux monopodiaux orthotropes à croissance continue) et Massart (axes secondaires plagiotropes).

Enfin, d'autres changent de modèle au cours de leur croissance : c'est le cas des Araucarias et d’Abies passent de Massart à Rauh.
Étant donné le caractère archaïque des conifères, comparé aux angiospermes, leurs modulations architecturales pourraient traduire une restriction progressive dans l'expression des formes végétales qui aurait abouti aux modèles actuels.

## Emboîtement des modèles
En 2012, Jeanne Millet propose qu'à côté de l'expression strictement « conforme » à un modèle défini, plusieurs modèles peuvent apparaitre au sein d'un même arbre, témoignant de différents niveaux d'organisation et de hiérarchie.
La plantule initiale peut apparaitre comme un module « apparenté » à un modèle dit « simple », puis en se ramifiant va s'exprimer dans un modèle plus « complexe » qui conditionne la ramification et organise les réitérations. 
En identifiant plusieurs unités architecturales au sein d'un même arbre, on peut alors parler modèles emboîtés :
- Leeuwenberg de Massart pour le platane commun, le hêtre commun, le châtaignier commun,

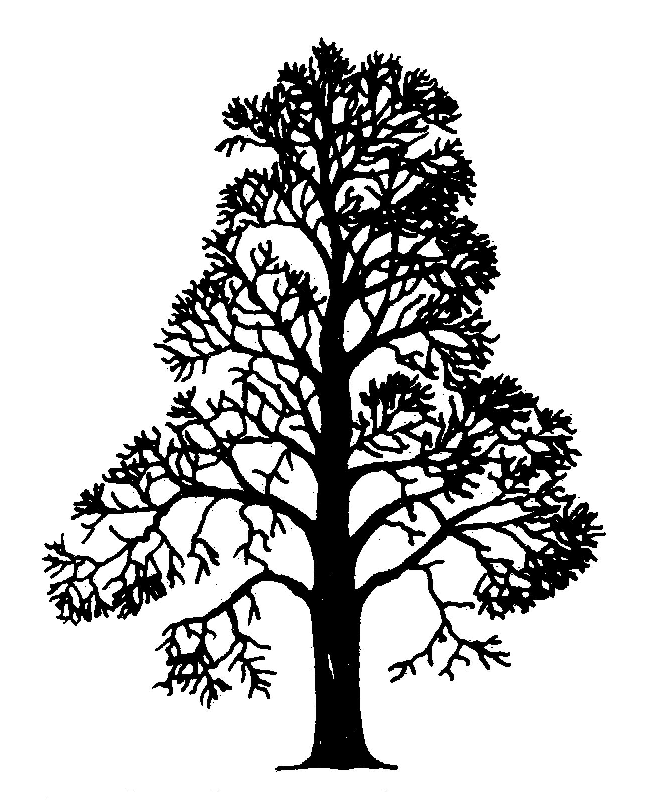
Le développement des réitérations du châtaignier semblent apparentées au modèle de Leeuwenberg
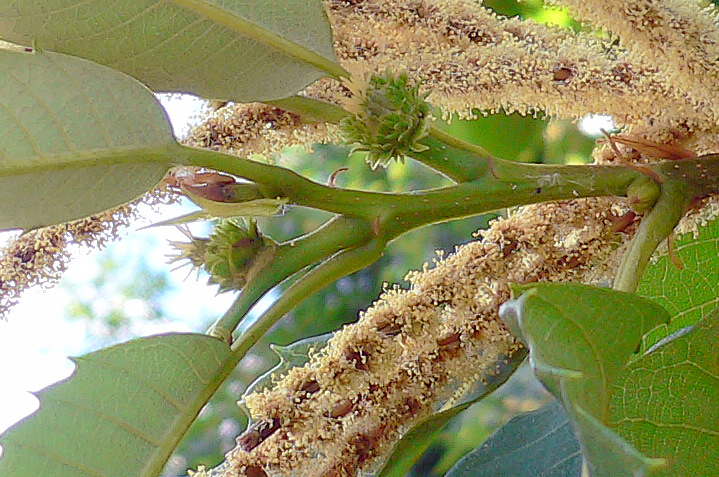
Les inflorescences et les axes secondaires du châtaignier obéissent au modèle de Massart
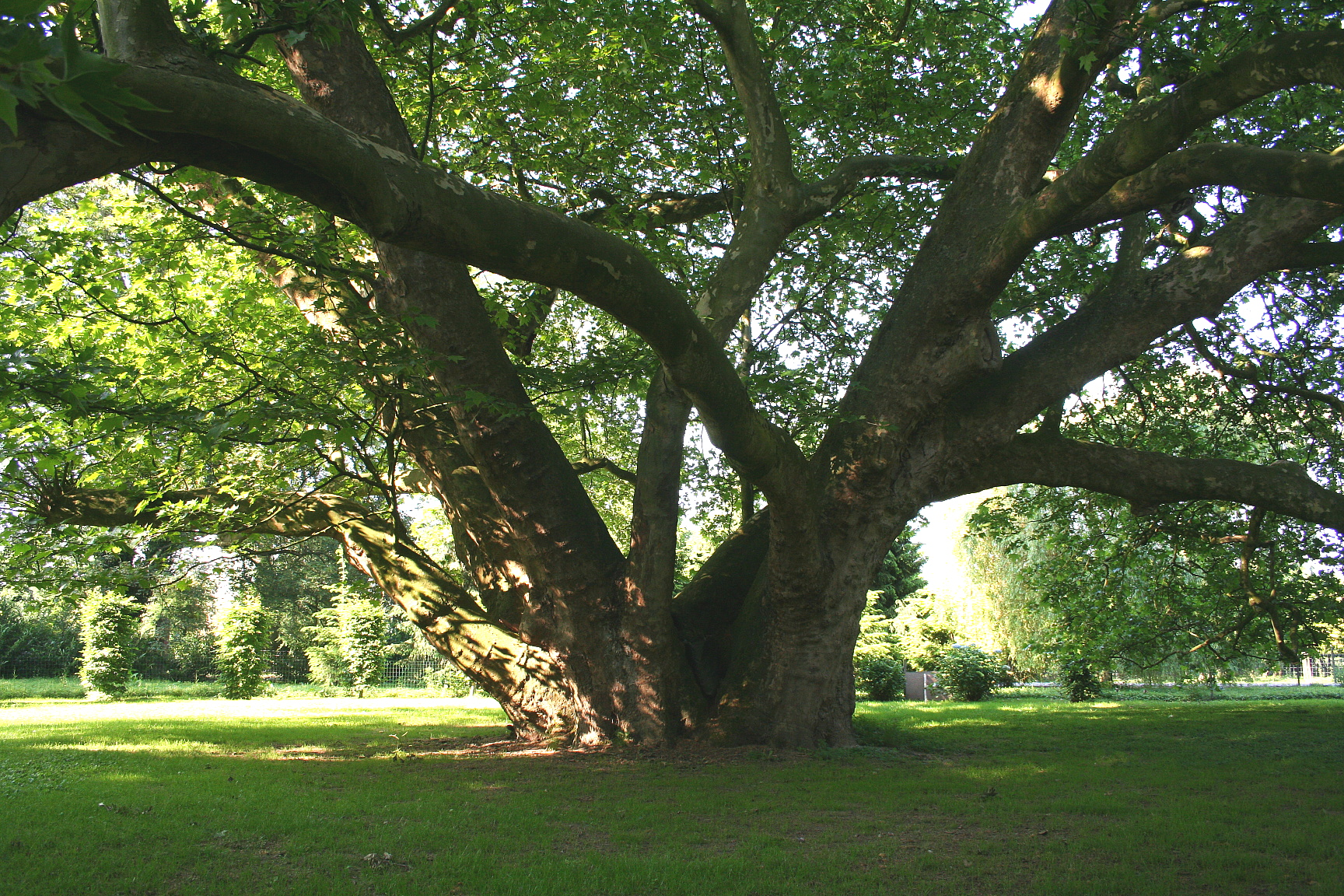
Les réitérations du platane apparentées au modèle de Leeuwenberg
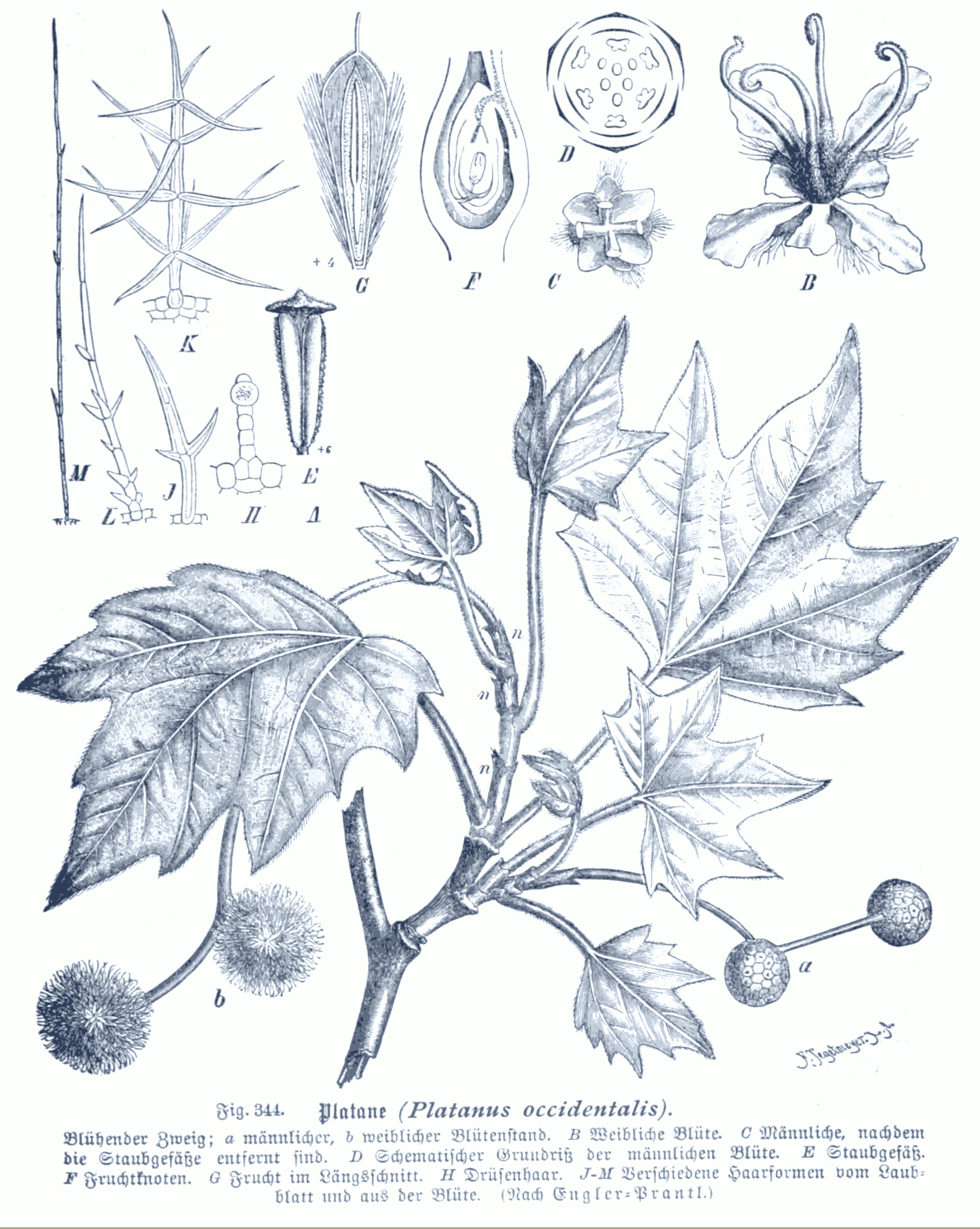
Les inflorescences et axes secondaires du platane conforment au modèle de Massart
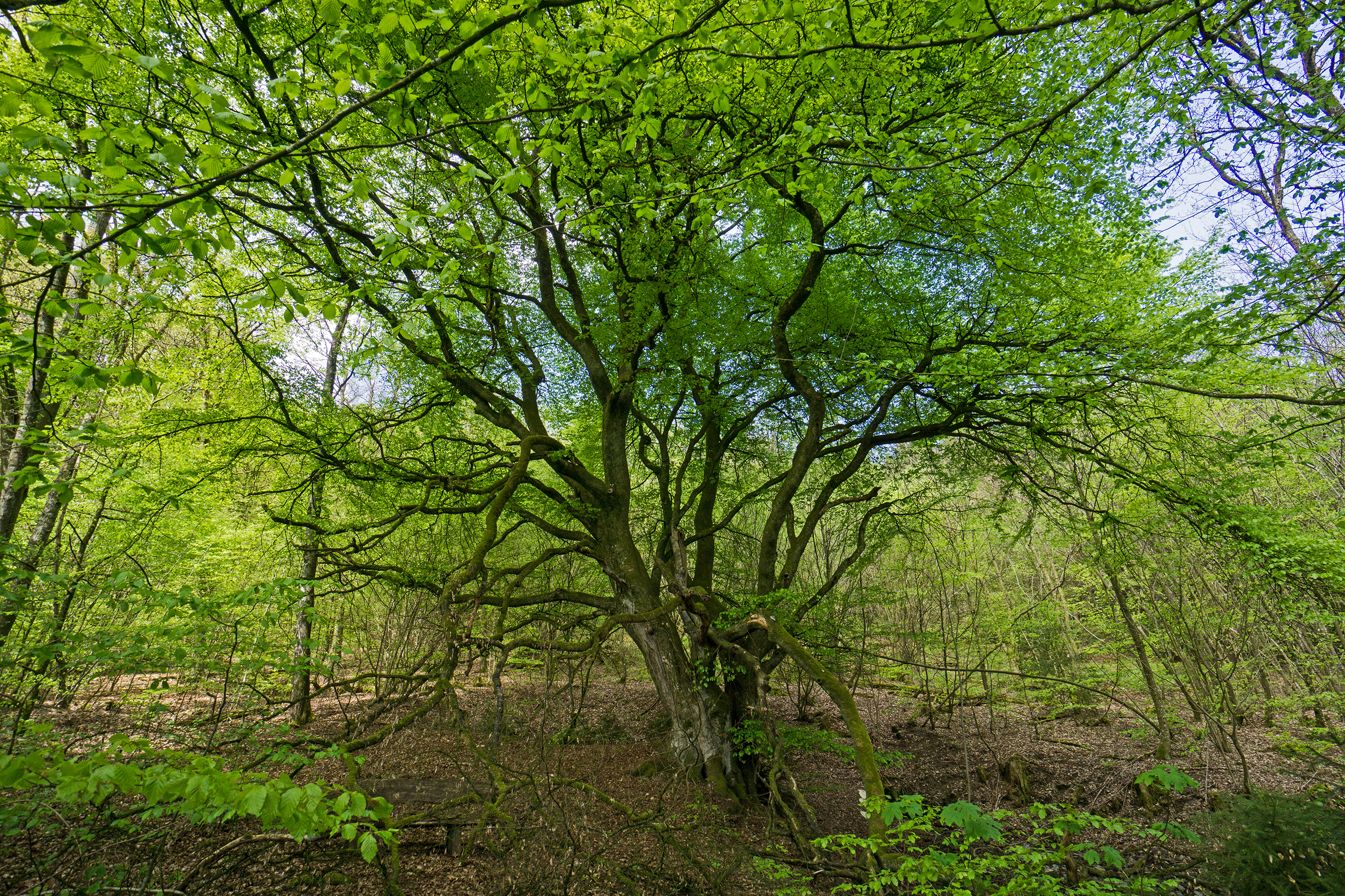
Les réitérations du hêtre commun (Fagus sylvatica) suivent le modèle de Leeuwenberg
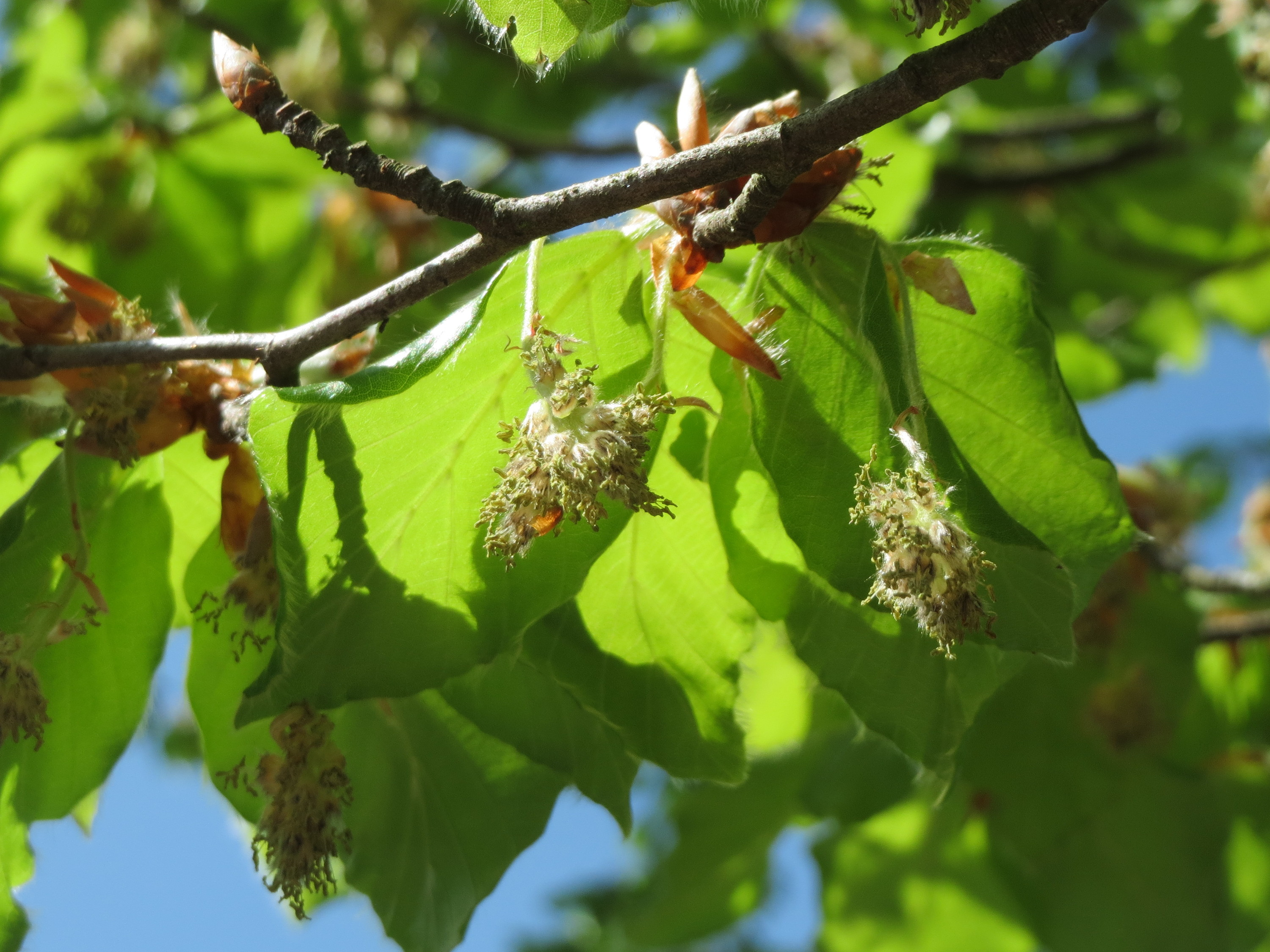
Modèle de Massart chez le hêtre

- Leeuwenberg de Rauh pour le noyer noir, le peuplier noir,

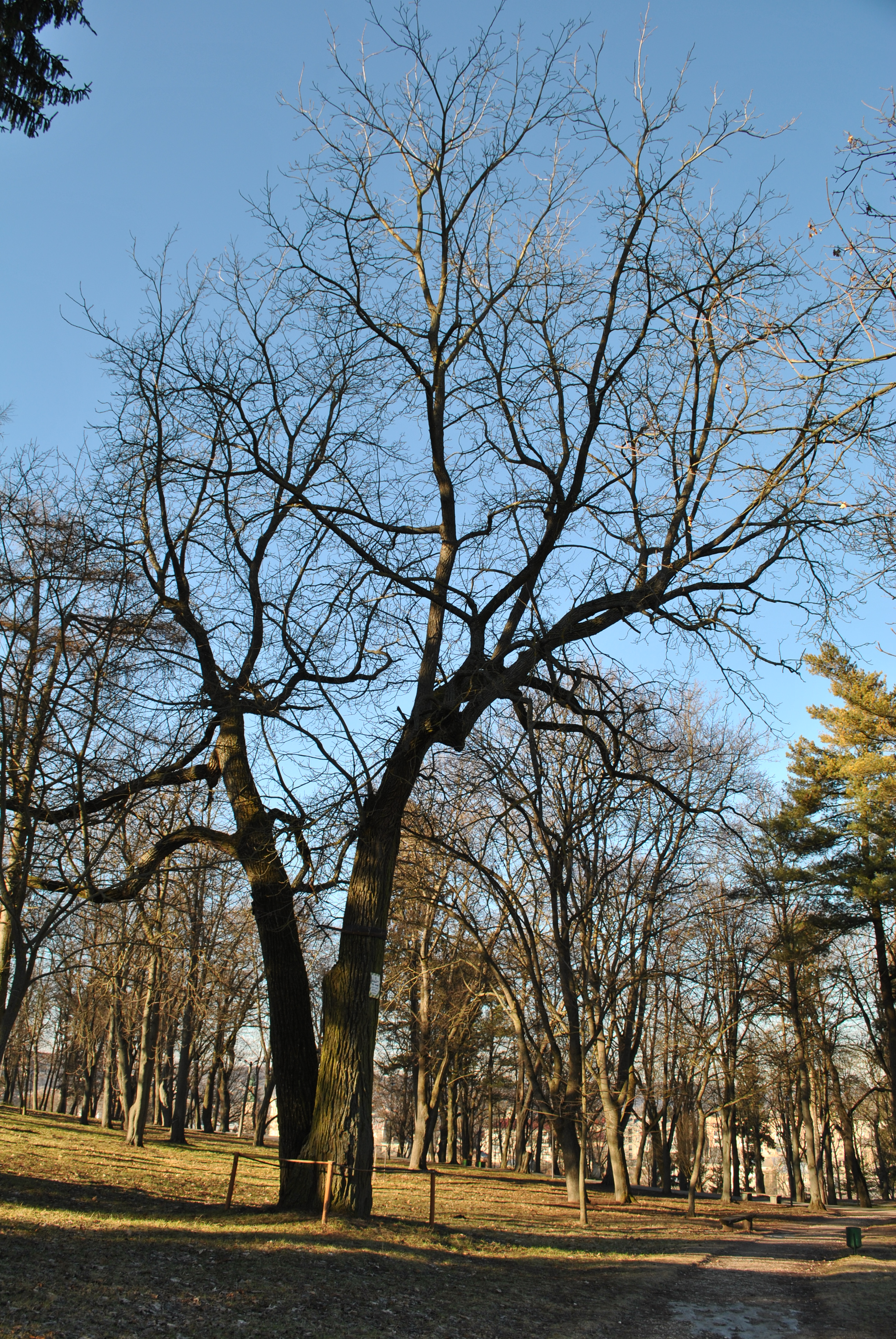
Modèle de Leeuwenberg s'exprimant dans les réitèrations du noyer
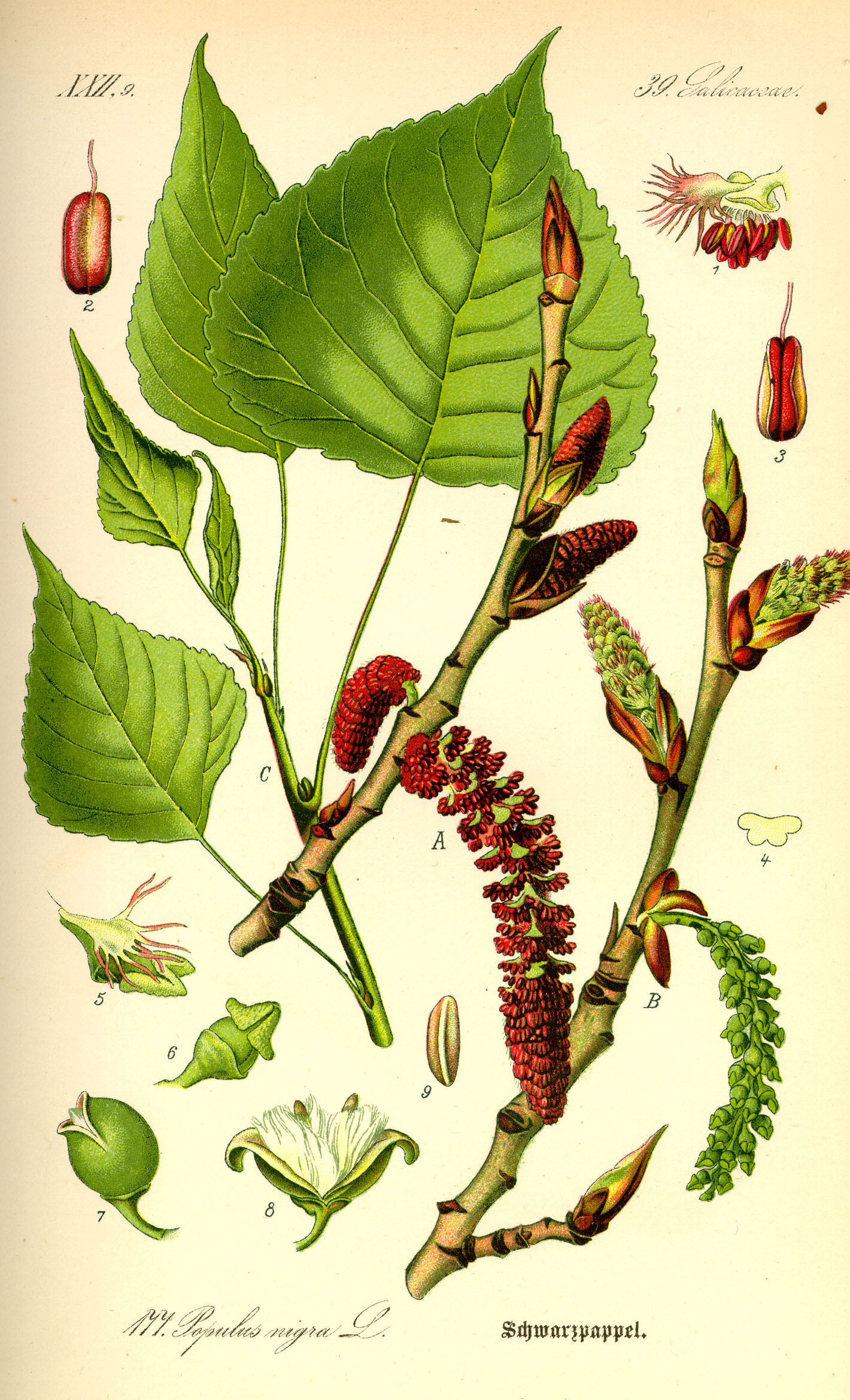
Inflorescence du peuplier noir (Rauh)

- Leeuwenberg de Koriba de Rauh pour le chêne pédonculé : il passe successivement par les modèles de Holttum (unité minimale), Rauh, Koriba et Leeuwenberg, tous ces modèles étant présents à différentes échelles dans l'arbre adulte.